# Nikon (thượng phụ Moskva)
Thượng phụ Nikon (tiếng Nga: Никон, tiếng Nga cổ: Нїконъ; tên khai sinh: Nikita Minin (Minov) Ники́та Ми́нин (Минов); 7 tháng 5 năm 1605 – 17 tháng 8 năm 1681) là Thượng phụ Moskva và toàn nước Nga thứ bảy của Giáo hội Chính thống giáo Nga, tại vị trong những năm 1652–1666.
Ông xuất thân trong một gia đình nông dân gần Nizhny Novgorod. Thuở trẻ, ông dấn thân làm tập sinh tại Tu viện Ba Ngôi Makarev. Tuy nhiên, dưới áp lực của gia đình, ông bỏ lời khấn nguyện và kết hôn. Sau đó, ông được thụ phong linh mục. Năm 1639, sau cái chết của ba người con, ông làm tu sĩ tại Tu viện Ba Ngôi Thánh hẻo lánh trên đảo Anzersky. Vài năm sau, ông rời tu viện khi xung đột với bề trên Eleazar. Tiếp đó, ông tới Tu viện Kozheozersky và được đảm nhận chức bề trên năm 1642. Trong những lần đến Moskva lạc quyên cho tu viện, ông được Sa hoàng Aleksei I chú ý, giúp ông đảm nhiệm chức bề trên tại Tu viện Novospassky ở Moskva. Nikon được phong Tổng giám mục trưởng Novgorod năm 1649 rồi trở thành Thượng phụ Moskva và toàn nước Nga năm 1652.
Trong những năm chức vụ đầu tiên, Nikon được Sa hoàng tin tưởng tuyệt đối. Điều này giúp ông tiến hành cải cách phụng vụ Giáo hội, mục đích là loại bỏ các sai sót và những chi tiết rườm rà được thêm vào sau hàng thế kỷ. Những thay đổi nghi lễ này nhằm khôi phục các phụng vụ ban đầu của Giáo hội Nga dựa trên các sách tiếng Hy Lạp. Việc này vấp phải sự phản đối của một số giáo sĩ và tín hữu dẫn đến ly giáo về sau.
Nikon cũng tích cực tham gia hoạt động chính trị: dự phần trong quyết sách của nước Nga tiến hành chiến tranh với Khối thịnh vượng chung Ba Lan - Litva, sau đó với Thụy Điển. Mục đích của ông nhằm xây dựng một đế chế Chính thống giáo kết hợp giáo hội và sa hoàng đồng lãnh đạo.
Mối quan hệ giữa Nikon với Aleksei I xấu đi đáng kể sau sáu năm tại vị. Nikon rút lui và ẩn tu trong Tu viện Tân Jerusalem do chính mình thành lập. Năm 1666, ông chính thức bị tước quyền thượng phụ và giám mục, bị kết án đày đến Tu viện Pherapontov, rồi đến Tu viện Kirillo-Belozersky. Sau khi Aleksei I băng hà, sa hoàng Fyodor III Romanov gọi Nikon trở lại Moskva và dự định cho tái chức thượng phụ Giáo hội Chính thống giáo Nga. Tuy nhiên, vị linh mục ốm yếu đã qua đời trên đường đi.

## Tiểu sử

### Thuở nhỏ và tuổi trẻ
Thông tin duy nhất về thời Nikon còn nhỏ được phó tế Ivan Shusherin viết trong Cuộc đời (Житие). Theo đó, Nikon sinh ra trong một gia đình nông dân nghèo ngoan đạo ở làng Veldemanovo gần Nizhny Novgorod (huyện Perevozsky ngày nay). Ông nhận tên thánh Nikita khi rửa tội để tôn vinh thánh Nikita Stolpnik. Cha mẹ ông tên là Mina và Mariana, còn họ được chép khác nhau trong các tài liệu là Minov (Минов), Minin (Ми́нин), hoặc Minin-Larionov (Ми́нин-Ларионов).
Theo S. Lobachiov, với những tên như vậy, cha mẹ Nikon có thể là người gốc người Mordva nhưng cũng lưu ý rằng những người thân khác vẫn có tên Nga. Ba người anh em của ông tên là Grigory, Semyon và Nikifor. Mất mẹ từ lúc nhỏ, ông được một phụ nữ ngoại quốc tên Ksenia chăm sóc. Sau đó, ông sống với cha và mẹ kế. Trong Cuộc đời chép dì ghẻ ghét Nikita đến mức ba lần định giết ông.
Thuở nhỏ, Nikita được cha gửi đến một thầy giáo chưa rõ danh tính để học đọc, học viết và học Kinh Thánh. Đến năm 12 tuổi, ông quyết định vào Tu viện Ba Ngôi Makarev. Bề trên chấp nhận cậu thiếu niên như một tập sinh (послу́шник). Nikita tự học Kinh Thánh và đặc biệt ham thích hát ca đoàn, thường qua đêm bên dưới chuông nhà thờ để không bị lỡ thánh lễ. Huyền thoại kể rằng một người Tatar đột nhiên xuất hiện (người Mordva trong dị bản) tiên đoán Nikita sau này sẽ trở thành thượng phụ Moskva. Tuy nhiên, S. Lobachiov cho rằng Shusherin lặp lại mô-típ tiểu sử các thánh khác chứ không có cơ sở thực tế. Tập sinh Nikita không phát nguyện tu trì vì gia đình muốn ông lấy vợ. Ông kết hôn vào năm 1624 hoặc 1625, không rõ người vợ tên gì. Hai vợ chồng sống tại làng Lyskovo hay Kirikovo (vùng Nizhny Novgorod) và ông được thụ phong linh mục. Có một khoảng thời gian ông cũng sống tại Moskva, và làm cha xứ tại đó như một số nguồn tư liệu nhắc đến. Hôn nhân gặp bất hạnh khi cả ba con nhỏ đều chết yểu. Muộn nhất là vào năm 1636, ông khuyên vợ mình đi tu trong Tu viện Thánh Alekseev ở Moskva. Bản thân ông cũng gia nhập Tu viện Ba Ngôi Thánh trên đảo Anzersky (thuộc Tu viện (quần đảo) Solovetsky).

### Đời sống tu viện

#### Tu viện Ba Ngôi Thánh trên đảo Anzersky

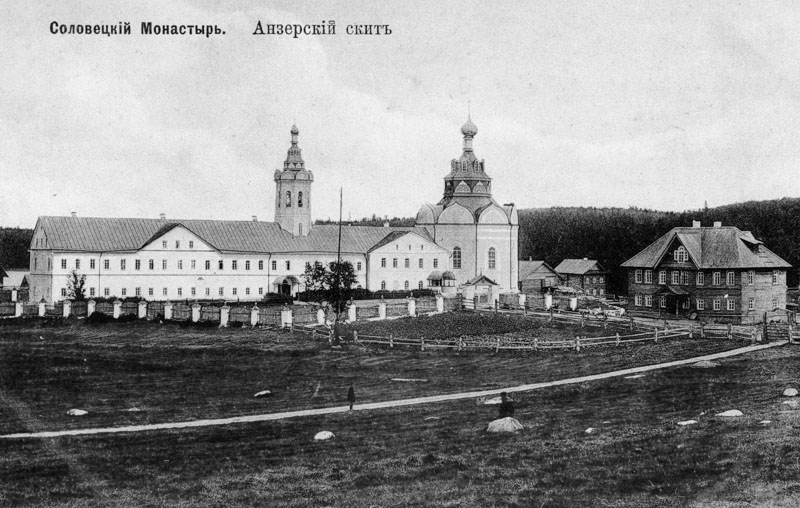
Tu viện Ba Ngôi Thánh trên đảo Anzersky, nơi Nikon bắt đầu cuộc đời tu trì

Nikon thực hiện nghi lễ vĩnh khấn trước Đấng đáng kính Eleazar, người sáng lập và quản lý Tu viện Ba Ngôi Thánh. Một số tác giả cho rằng ông quyết định vào tu viện nhằm tiến thân trong hàng giáo phẩm. Nhưng Lobachiov cho rằng quan điểm này hoàn toàn không có cơ sở vì đời sống tu viện vô cùng khắc nghiệt. Hơn nữa, tu sĩ chỉ có thể trở thành giám mục sau khi đảm trách một số chức vụ tại Tu viện Solovetsky, trên thực tế là không hề đơn giản khi phải được thừa nhận về phẩm giá và đời sống tâm linh. Như vậy, Nikon phải có ơn gọi thực sự.
Theo tiểu sử mà Shusherin ghi lại, tu sĩ Nikon rất sốt sắng cầu nguyện. Ông từng đến Moskva với bề trên Eleazar để tổ chức quyên tiền xây nhà thờ cho tu viện. Sau khi trở lại quần đảo Solovetsky năm 1639, giữa hai người nổ ra tranh chấp, rất có thể liên quan tới số tiền thu được và việc xây dựng nhà thờ. Khi xung khắc kéo dài với những lý do không rõ ràng, Nikon đề nghị Eleazar trao tiền cho ông giữ đề phòng mất cắp hoặc để chi trả cho công trình. Bề trên coi những lời nói của Nikon là nhằm phê phán mình. Tranh cãi xảy ra, Nikon rời bỏ tu viện. Ông suýt chết khi đi thuyền trong bão. Theo hồi tưởng của Nikon, ông bị dạt vào đảo Kiy. Để ghi nhớ sự việc này, ông dựng thánh giá bằng gỗ trên đảo; về sau tại đây năm 1660, ông mở Tu viện Onegisky Krestnưi (nghĩa là Suy tôn Thánh giá). Sau khi bão tan, Nikon về đất liền rồi đi tiếp xuống phía nam trong mười ngày, cuối cùng đến được Tu viện Kozheozersky.

#### Tu viện Kozheozersky
Nikon tiếp tục đời sống đan tu trong một ẩn thất, giống như hồi trên đảo Anzersky. Trong con mắt các tu sĩ khác, ông đã kế tục Nicodemus, Đấng đáng kính biệt tu 30 năm tại đó. Uy tín Nikon liên tục tăng nhanh đến mức sau khi bề trên Jonas qua đời năm 1642, ông được Tòa giám mục Novgorod bầu kế nhiệm chức tu viện trưởng (igumen - игумен).

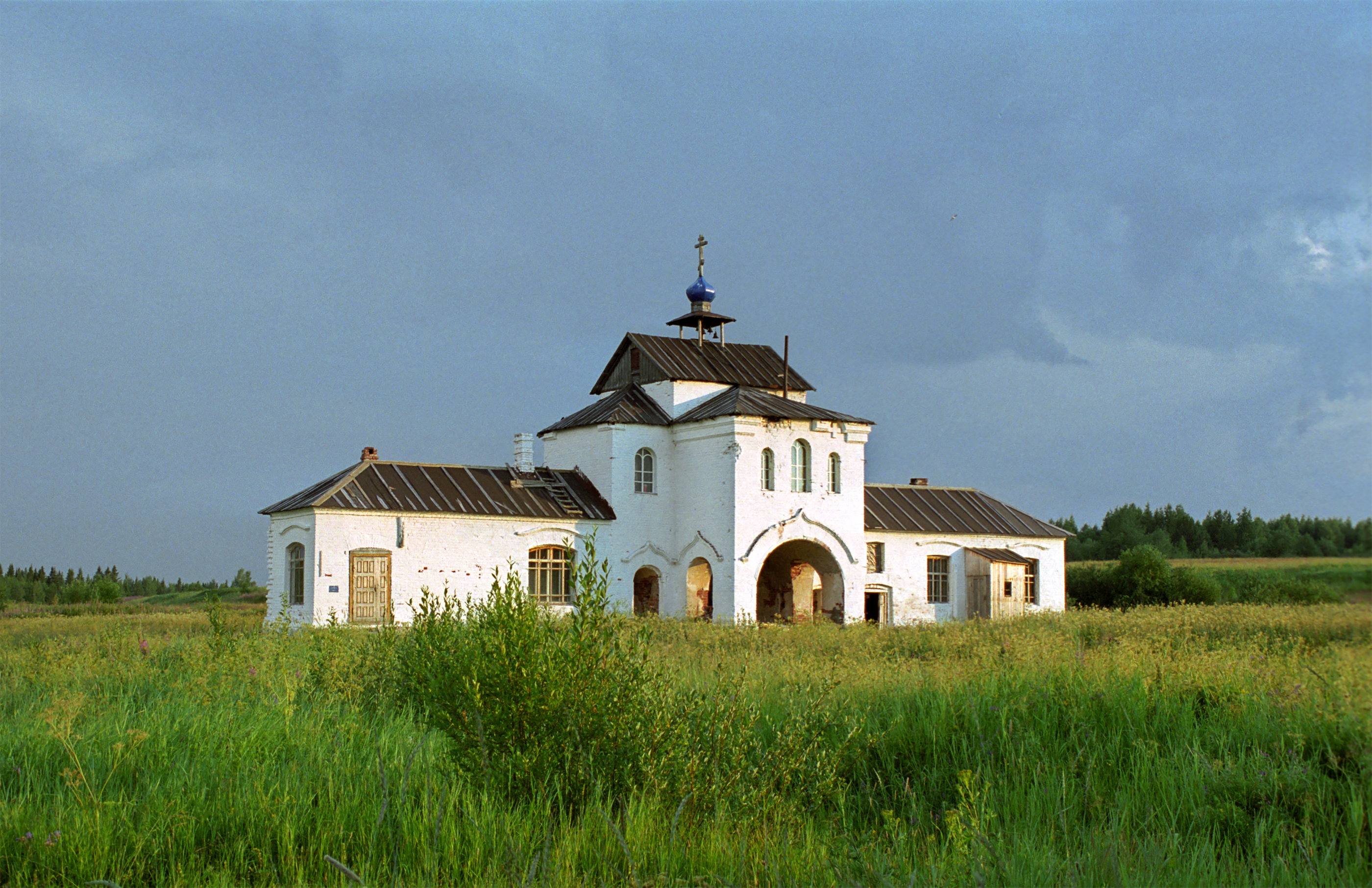
Tu viện Kozheozersky, năm 2008

Tu viện dưới quyền Nikon bước vào thời hoàng kim. Trước đó, đây là một trong những tu viện nghèo nhất nước Nga. Nhờ nỗ lực của Nikon, tu viện được thu thuế đất và quyền đánh cá trên khúc sông Onega, một số boyar Nga giàu có thế lực cũng tài trợ cho tu viện. Nikon đến Moskva nhiều lần để gây quỹ, thiết lập các mối quan hệ có ảnh hưởng đáng kể đến con đường chức vụ sau này. Theo Lobachiov, người đóng vai trò quyết định giúp Nikon trong việc quyên tiền cũng như thiết lập các mối quan hệ với những nhà cầm quyền nước Nga chính là linh mục Bogolev (Lviv) ở tu viện Kozheozersky. Bogolev có anh trai Grigory là một trong những thầy dạy của Sa hoàng Aleksei I Romanov và là một nhà ngoại giao có ảnh hưởng (Посольский приказ). G. Gunn tin rằng việc Nikon có được vị trí cao là do Eleazar đảo Anzersky hỗ trợ. Mặt khác, theo ý kiến của S. Soloviev về sau cũng được hầu hết các tác giả khác nhắc lại, năng lực cá nhân và lòng sùng đạo của Nikon đã thu hút sự chú ý của những người có ảnh hưởng nhất nước Nga thời bấy giờ. Sử gia Ba Lan Ludwik Bazylow nói rằng tu viện trưởng Nikon đã gây ấn tượng lớn trong cuộc tiếp kiến tình cờ với sa hoàng.
Theo chỉ dụ của Sa hoàng Aleksei I ngày 15 tháng 3 năm 1646, Nikon được triệu đến Moskva để đảm nhận tổng giám mục (Архимандрит) đứng đầu Tu viện Novospassky.

#### Tu viện Novospassky

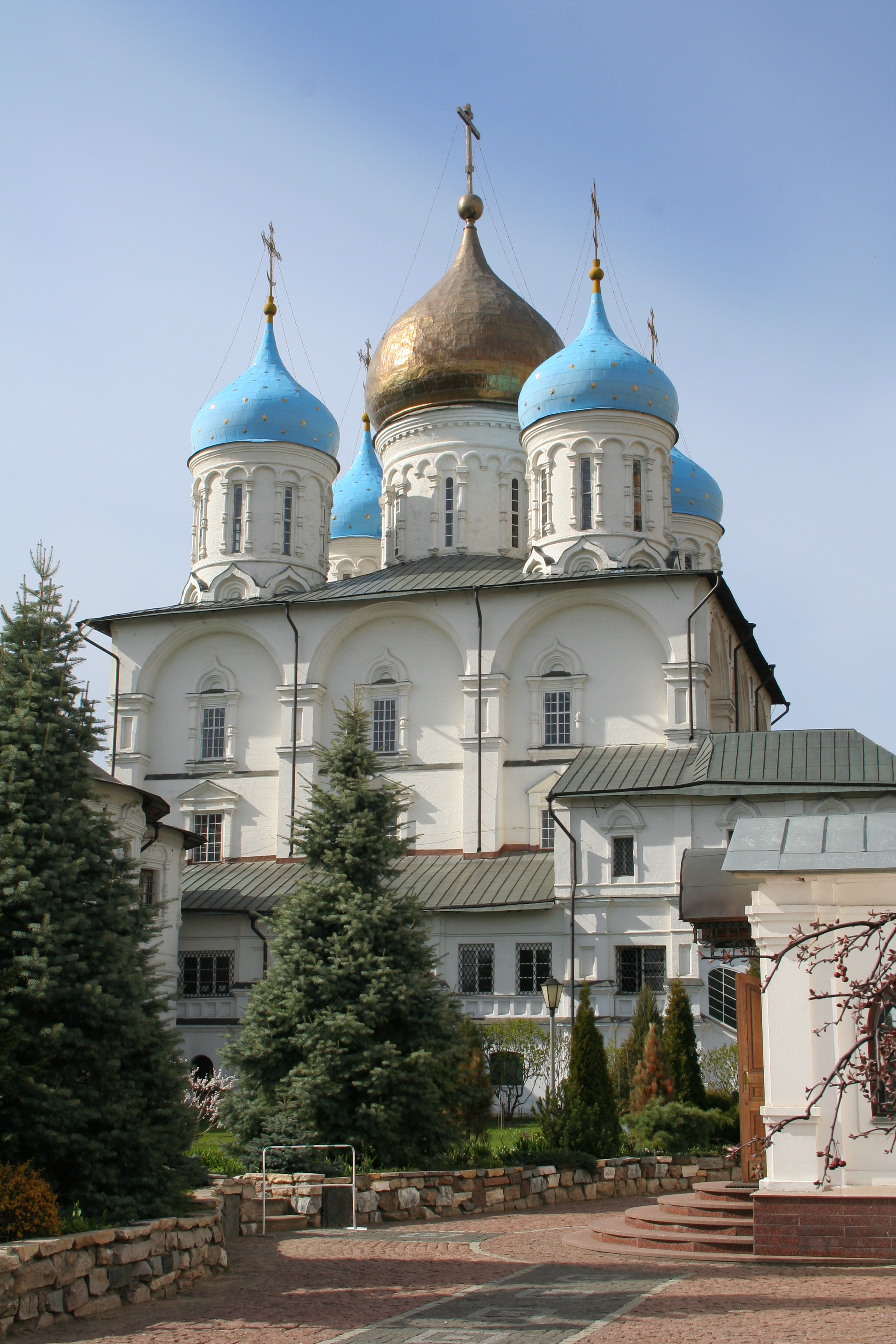
Nhà thờ Chúa Hóa Hình trong quần thể Tu viện Novospassky, được Tổng giám mục Nikon thánh hiến trong khi thi hành chức vụ tại tu viện

Khi đến Moskva, Tổng giám mục Nikon liên lạc với một nhóm giáo sĩ và giáo dân với mục đích đổi mới đời sống tôn giáo tại Moskva, đấu tranh để đạo đức Chính thống giáo được áp dụng thường ngày và phản đối sự suy đồi trong giới tăng lữ. Nhóm này gồm các nhà tư tưởng chính như boyar Fyodor Rtishchev, Tổng linh mục (protopope) Gregory Nieronov và Stefan Vonifatiev.
Từ năm 1648, Nikon nằm trong hàng ngũ thân tín của Sa hoàng Aleksei I. Do tầm quan trọng của Tu viện Novospassky, ông thường xuyên được tiếp kiến và đàm đạo nhiều với sa hoàng. Ông bắt đầu bày tỏ quan điểm bảo vệ người nghèo, sẵn sàng bênh vực tầng lớp này trước sa hoàng. Tuy nhiên, thời gian đầu trong vai trò tổng giám mục của sa hoàng, Nikon chưa có bất kỳ ảnh hưởng then chốt nào đến các chính sách quốc gia. Cùng năm 1648, với tư cách là bề trên của một trong những tu viện quan trọng nhất nước Nga, Nikon tuy không tham gia vào việc phát triển luật pháp nhưng cùng ký ban hành một luật mới Sobornoye Ulozheniye (Соборное уложение). Việc dân chúng Moskva nổi dậy năm 1648 khiến Aleksei I tìm kiếm sự ủng hộ từ giới tăng lữ trong việc xây dựng luật mới nên đã ủng hộ nhóm Rtishchev, Nieronov và Vonifatiev.
Đầu tháng 1 năm 1649, Thượng phụ Jerusalem Paiseus đến Moskva. Tổng giám mục Nikon là một trong những chức sắc của Giáo hội Chính thống giáo Nga tham gia tiếp đón. Trong thư gửi sa hoàng, Paiseus đánh giá cao Nikon là người ngoan đạo và trung thành với sa hoàng. Cuộc hội kiến với các chức sắc Jerusalem là những dấu mốc quan trọng thể hiện sự quan tâm của Nikon đến truyền thống Chính thống giáo Hy Lạp. Paiseus xuất hiện cũng thúc đẩy nhóm Rtishchev, Vonifatiev và Nieronov tăng cường kích động cải cách toàn diện Giáo hội Chính thống giáo Nga. Aleksei I ủng hộ việc này. Trước sự phản đối của hàng giáo phẩm cao cấp đứng đầu là Thượng phụ Moskva Joseph, sa hoàng đã đặt các giám mục ủng hộ nhóm cải cách lấp đầy các ghế còn trống để thực hiện mục tiêu này. Trong hoàn cảnh đó, ngày 9 tháng 3 năm 1649 diễn ra Lễ tấn phong tổng giám mục Novgorod cho Nikon trước sự chứng kiến của Thượng phụ Jerusalem Paiseus và Thượng phụ Moskva Joseph. Nikon trở nên người đứng thứ nhì trong hàng giáo phẩm Giáo hội Chính thống giáo Nga.

### Tòa giám mục Novgorod
Giả thuyết về việc Nikon nắm quyền nhà thờ Novgorod là do tổng giám mục tiền nhiệm Atonius cáo lão về hưu. Ngày 24 tháng 3 năm 1649, tân tổng giám mục long trọng tiếp nhận nhiệm sở mới. Ông bắt đầu tiến hành xây dựng nhà thờ mới ở Novgorod, tái thiết Nhà thờ Thánh Sophia đã cũ. Các giáo phận (eparchy) cũng được Sa hoàng Aleksei I ban cho nhiều đất đai. Tuy nhiên, dân chúng Novgorod và hàng ngũ giám mục không ủng hộ do cách hành xử của các giáo sĩ dưới quyền Nikon, mặc dù Nikon cũng tiến hành nhiều hoạt động từ thiện rộng rãi, hỗ trợ tiền nong và vật dụng cho người khốn cùng.

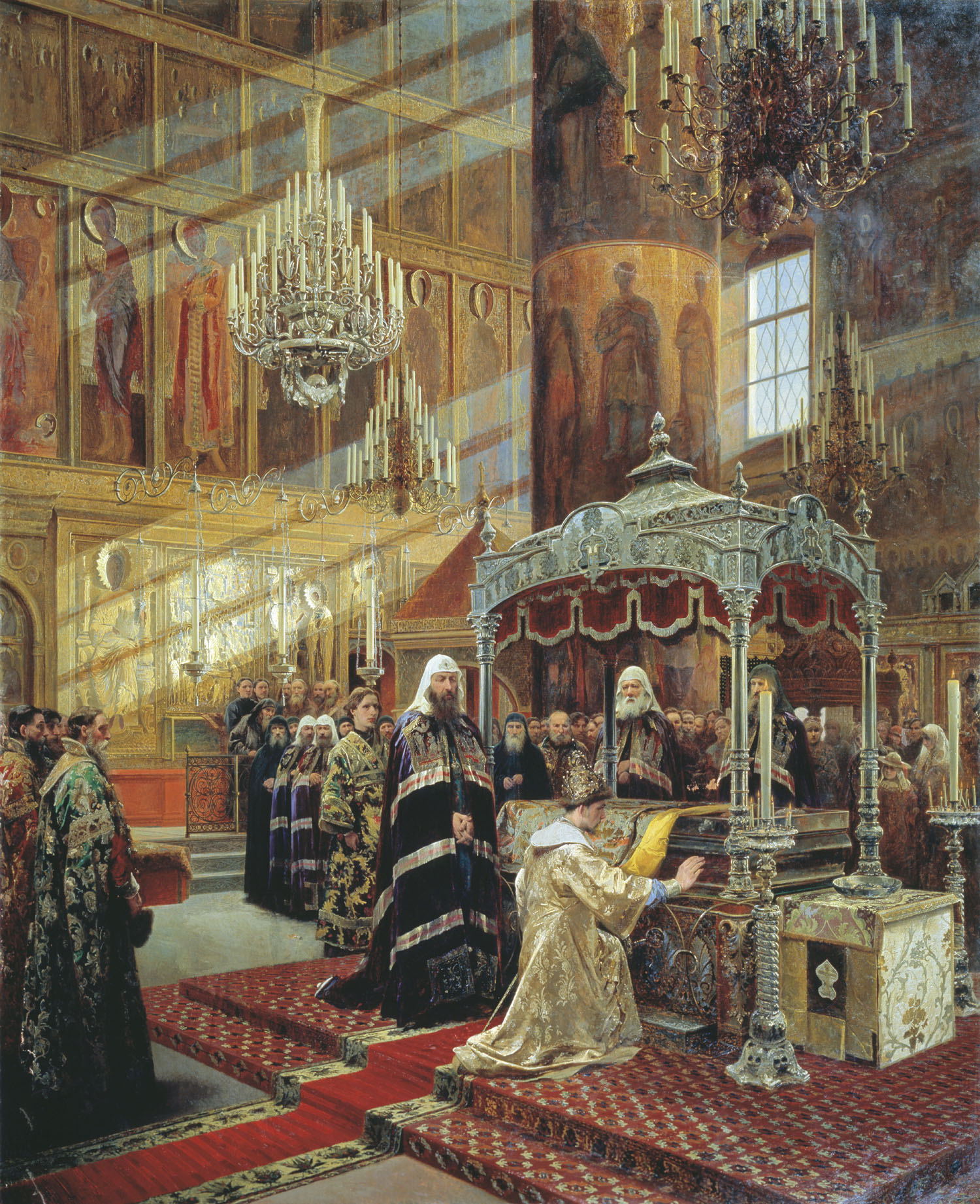
Sa hoàng Aleksei Mikhailovich và Thượng phụ Nikon trước thánh tích Thánh Philip, tranh của Aleksander Litovchenko

Năm 1650, giữa cuộc nổi dậy Novgorod, Nikon lên án những người cầm đầu nên bị đám đông bạo loạn bu lại đánh đập. Sau khi dập tắt nổi loạn, sa hoàng gửi thư khen ngợi đến Nikon khiến uy tín ảnh hưởng của ông tăng cao. Chính Nikon đã xin ân xá cho tất cả những người tham gia nổi loạn nhưng quay lại thề trung thành với sa hoàng. Năm sau, sa hoàng ban quyền tư pháp độc nhất cho Tòa giám mục: Nikon được đặc quyền xét xử và kết án giáo sĩ và nông dân, ngoại trừ các trường hợp cướp của giết người. Cùng năm, tại một phiên trong Công đồng Chính thống giáo Nga đã ra lệnh cấm hát và đọc đồng thời để rút ngắn thời giờ Phụng vụ khiến người nghe không hiểu gì. Trong các giáo phận, Nikon tham gia vào việc chống say rượu. Ông là một trong những giáo sĩ đầu tiên ở Nga bắt buộc phải thuyết giảng vào mỗi Chủ nhật phụng vụ.
Mùa xuân năm 1652, Nikon đến Tu viện Solovetsky, nơi có thánh tích Philip II (Tòa giám mục Moskva) (bị Maluta Skuratov sát hại vì chống lại chính sách của Ivan Bạo chúa và các quyền lực oprichniki). Theo đề xuất của Tòa giám mục, thánh tích được chuyển đến Moskva. Đoàn được hoàng thân Ivan Chovaniec từ Moskva hộ tống bắt đầu vào ngày 11 tháng 3 năm 1652. Do đường sông khó khăn, đoàn không đến được quần đảo Solovetsky trước ngày 3 tháng 6, và thánh tích về đến kinh đô vào tháng 7.
Trong sử sách, việc di chuyển thánh tích Philip II đến Moskva được xem là sự vượt trội của giáo quyền hơn so với thế quyền, hoặc ít nhất là cũng ngang bằng. Theo Lobachiov, sự kiện này nên được đặt trong bối cảnh lớn hơn bao gồm nhiều hành động của Nikon: mua lại bản sao linh ảnh Đức Mẹ Iverska, mang thánh tích các chân thánh Nga về Moskva và cả việc xây dựng tu viện Tân Jerusalem về sau. Do đó, Nikon đang biến Moskva làm trung tâm tinh thần của thế giới Chính thống giáo, việc di chuyển thánh tích chỉ là bề mặt của mối quan hệ sâu sắc giữa Giáo hội Chính thống giáo và Sa hoàng.

### Thượng phụ Moskva và toàn nước Nga

#### Chọn thượng phụ

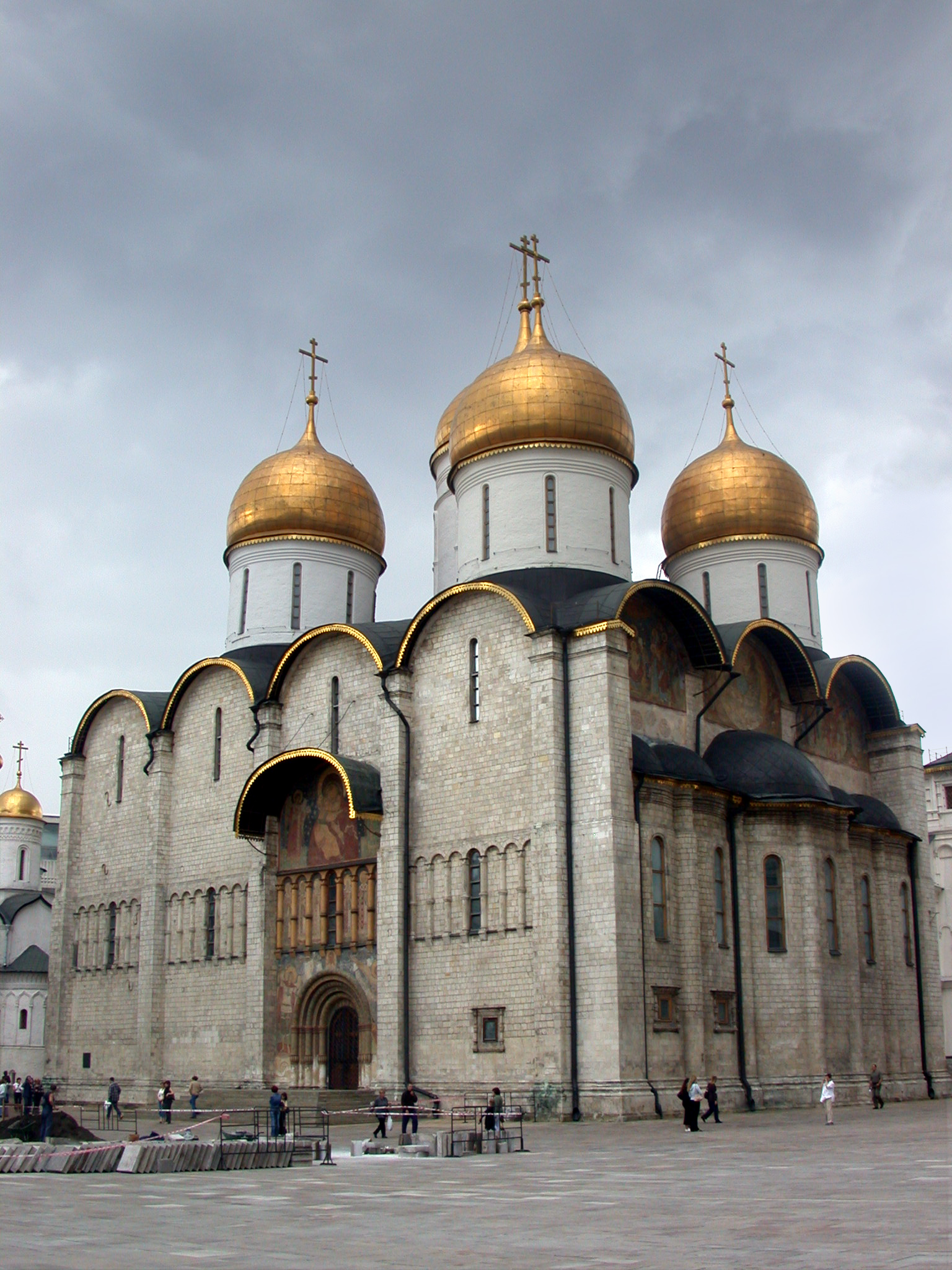
Nhà thờ chính tòa Đức Bà trong Điện Kremlin truyền thống là Tòa thượng phụ Moskva

Ngày 15 tháng 4 năm 1652, trong khi Nikon đang lo việc thánh tích Philip II và không có mặt tại Moskva, Thượng phụ Joseph qua đời. Nikon được bầu chọn đề cử thay thế. Kết quả này được xác định trước do ông có quan hệ với nhóm ủng hộ cải cách Chính thống giáo Nga cũng như Sa hoàng Aleksei I góp phần định đoạt. Theo S. Soloviev, sa hoàng quyết định chọn Nikon bằng quan điểm cá nhân coi ông là người ủng hộ và bạn hữu mình. Quan điểm khác lại cho rằng Nikon được làm thượng phụ là do ứng viên còn lại khi đó đã khước từ đứng vào. Mặt khác, N. Kapterev cho rằng những người cải cách với sự hỗ trợ của sa hoàng đã giữ vai trò quyết định trong việc bầu chọn, lúc đầu họ đề nghị Stiefanov Vonifatiev. Tuy nhiên, người này đã từ chối và Nikon cũng thực sự là phù hợp nhất. Quan điểm này hiện đang phổ biến nhất trong giới sử học Nga.
Cha Koszelev lại có các luận điểm khác, cho rằng cuộc bầu cử này phức tạp hơn nhiều và việc đề cử Nikon vấp phải sự phản đối của giới boyar. Ứng viên cạnh tranh nhất là Bonifatiev đại diện Tòa giám mục Novgorod, người rửa tội cho sa hoàng, nhưng đã thua phiếu. Nikita Odojevski và Ivan Chovanski được nhắc đến trong số các đối thủ của Nikon. Có quan điểm cho rằng giám mục Novgorod Boris Morozov cũng nằm trong danh sách ứng cử nhưng Lobachiov cho rằng ý kiến này là vô căn cứ. Theo quan điểm của Lobachiov, ngay trước khi Nikon trở lại Moskva, một nhóm nhỏ thân tín của sa hoàng (bao gồm cả Bonifatiev) quyết định ủng hộ ông nắm Tòa thượng phụ. Tuy nhiên, tất cả những việc này phải được thực hiện theo đúng lệ bộ của Giáo hội Chính thống giáo đặt ra.
Nikon chính thức đảm nhận vị trí thượng phụ vào ngày 25 tháng 7 năm 1652. Trước lễ tấn phong diễn ra một loạt các viếng thăm thông lệ mang tính hình thức của giới boyar để "thuyết phục" còn Nikon thì phải đóng vai do dự không muốn nhận. Ngày 22 tháng 7, kết quả bầu chọn được công khai còn Nikon vẫn từ chối cho đúng lệ. Trong ngày tấn phong, ông cũng phải giả vờ bị buộc đến Nhà thờ chính tòa Đức Mẹ trong Điện Kremlin để làm lễ. Sau đó, tất cả những người có mặt, gồm cả sa hoàng và boyar, quỳ xuống trước mặt Nikon và thề sẽ tôn quý thẩm quyền tân thượng phụ. Chỉ khi đó Nikon công bố chấp thuận đứng vào chức thượng phụ. Rất có khả năng Nikon đã chọn ngày tấn phong trùng với ngày kỷ niệm thánh Philip II cũng từng nhậm chức Tòa giám mục Moskva, là người mà Nikon rất sùng bái.

#### Quyết định đầu tiên
Ngay sau khi lên làm thượng phụ, Nikon được Sa hoàng Aleksei I vô cùng tin tưởng. Trong giai đoạn đầu, ông áp dụng các ý tưởng của nhóm Rtishchev, Vonifatiev và Nieronov. Ông tiếp tục cuộc chiến chống lại nạn nghiện rượu của dân Nga giống như từng làm ở Novgorod và cố gắng loại bỏ mọi ảnh hưởng của phương Tây khỏi xã hội. Tháng 10 năm 1652, ông ban hành lệnh cấm người Tin Lành ở Moskva được mặc trang phục Nga và thuê mướn những người này. Sau đó, ông phá bỏ hai nhà thờ Tin Lành trong thành phố và khoanh vùng khu vực bên ngoài thành cho người ngoại quốc ở. Tuy nhiên, các bài giảng chống ngoại quốc và say rượu đều không mang lại kết quả như mong đợi. Nikon tỏ ra không hài lòng với những người Nga học theo phong tục ngoại quốc. Khi biết một người trong họ tộc Sa hoàng Nikita Ivanovich Romanov có nhiều áo choàng Anh và Đức, thượng phụ yêu cầu mang đến cho ông xem và đốt công khai những chiếc áo đó.
Năm 1653, Nikon cuối cùng không còn ủng hộ nhóm Nieronov và Vonifatiev. Nhóm cải cách lớn trong Giáo hội Chính thống giáo Nga bị cắt mất mọi ảnh hưởng. Chính Nikon quyết định về việc bổ nhiệm giám mục mới vào các ghế trống. Tháng 7 năm 1653, tại công đồng địa phương nổ ra xung đột giữa thượng phụ và Nieronov. Nieronov công khai cáo buộc thượng phụ lạm quyền, bợ đỡ lũ gian nịnh và quay lưng lại với đồng minh cũ khi có được chức vụ. Nikon được sa hoàng chấp thuận xử lý nhóm cải cách này: Nieronov bị giam trong Tu viện Simonov, sau đó chuyển đến Tu viện Novospassky và cuối cùng là Tu viện đảo Spaso-Kamennưi. Những người từng ủng hộ ông trong Nhà thờ Đức Bà Kazan ở Moskva và các thành phố khác cũng bị đày viễn xứ hoặc giam lỏng trong các tu viện biệt lập.
Cùng năm đó, xuất bản sách Thi thiên cùng lời cầu nguyện có số lần kính lạy khi đọc kinh Mùa Chay từ 16 giảm xuống 4. Sách cũng nương theo Ephrem xứ Syria mà lệnh làm dấu thánh bằng ba thay vì hai ngón tay. Sự kiện này được coi là khai mào cuộc chiến của Nikon chống lại phong tục phụng vụ Ruthenia truyền thống. Thực ra thượng phụ Nikon không phải là giáo chủ Chính thống giáo Nga đầu tiên thực hiện việc này. Trước đó đã có những nỗ lực thanh sạch hóa nghi thức quay về nguyên bản vào thời Thượng phụ Filaret.

#### Cải cách giáo hội
Năm 1654, với chủ đích thực hiện các bước tiếp theo để chuẩn hóa phụng vụ về với nguồn gốc Hy Lạp, Nikon gửi một lá thư cho bề trên của tất cả các tu viện, trong đó hướng dẫn về nghi thức cúi đầu. Chi tiết này không gây tranh cãi trong những người nhận thư cũng như toàn bộ giáo hội. Đồng thời, trong các bài giảng công khai, thượng phụ bắt đầu nêu lên việc tín đồ làm dấu thánh không đúng. Cũng trong năm đó, công đồng giáo hội do ông chủ tọa đã thông qua việc in sách phụng vụ chỉnh sửa quay về với nguyên gốc Hy Lạp. Việc chỉnh sửa dựa trên thông tin của tu viện Ba Ngôi Thánh Lavra của thánh Sergius, Arsenius (Sukhanov) ở Tòa giám mục Kiev trên núi Athos, cũng như Thượng phụ Jerusalem Paiseus. Công nghệ in thời đó giúp các sách phụng vụ chỉnh sửa được phát hành số lượng lớn: hơn 7.000 bản trong ba năm sau đó.

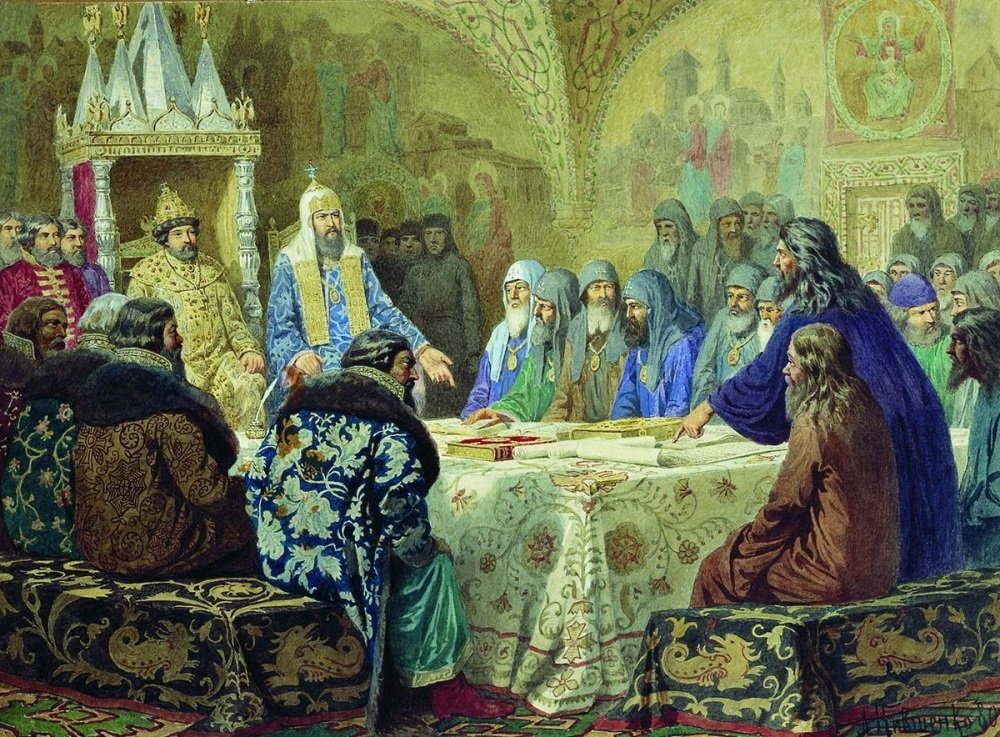
Thượng phụ Nikon giới thiệu các sách phụng vụ được chỉnh sửa, tranh của Aleksei Kivszenka

Sa hoàng và 34 giáo sĩ (giám mục, bề trên các tu viện, tổng giám mục) tham gia công đồng. Công đồng thông qua tiền đề cải cách phụng vụ và tiếp tục in các sách đã chỉnh sửa theo thông tin từ các tu sĩ Tòa giám mục Kiev và thượng phụ Chính thống giáo cổ. Nikon cũng có một bài phát biểu tuyên bố sự ngang bằng về thẩm quyền giữa nhà nước thế tục và giáo hội. Tuy nhiên, các thành viên công đồng không nhất trí; một số người như giám mục Pavel ở Kolomensky coi những thứ du nhập từ nước ngoài về là dị giáo và phản đối ý tưởng chính của cuộc cải cách.
Năm 1656, Nikon tổ chức công đồng thứ nhì và tái xác nhận các quyết định từ trước. Ngoài các giám mục Nga, Thượng phụ Gabriel ở Serbia và Thượng phụ Makary ở Antioch cũng tham gia tranh biện. Công đồng lên án những người ủng hộ lối cũ, nhất là làm dấu thánh bằng hai chứ không phải ba ngón tay. Tháng 4 năm đó, công đồng họp lần thứ ba và đưa ra quyết định cuối cùng cho việc làm dấu thánh của những người Cựu giáo. Nikon tham vấn từ thượng phụ Constantinople, người vốn hoài nghi về điều này, nhấn mạnh rằng sự khác biệt phụng vụ giữa phụng vụ Hy Lạp và Nga chỉ là vỏ ngoài mà không nằm ở tín điều.
Theo Lobachiov, việc cải cách sách phụng vụ được tiến hành quá gấp rút lại dựa trên cơ sở hẹp, tư liệu tham khảo Hy Lạp tương đối mới. Sách Euchologion tiếng Hy Lạp mới xuất bản ở Venice năm 1602 lại được dùng làm nguồn tư liệu chỉnh sửa cho sách phụng vụ tiếng Nga Slugiebnik phát hành năm 1655. Chính việc này về sau đã trở thành cáo buộc cuộc cải cách bị "nhuốm màu" ảnh hưởng của phương Tây. Nhưng những cáo buộc như vậy đã không xuất hiện cho đến thập kỷ kế tiếp. Những cuộc tranh luận đầu tiên liên quan đến cáo buộc cải cách không mang tính đồng thuận dẫn đến ly giáo trong Giáo hội Chính thống giáo chỉ xảy ra sau khi Nikon bị loại khỏi Tòa thượng phụ.
Lobachiov cho rằng có cơ sở để lập luận trái ngược với nhiều tác giả sau này rằng Nikon không coi việc cải tổ giáo hội là nhiệm vụ quan trọng nhất trên cương vị thượng phụ. Ý kiến này nhấn mạnh việc ông nỗ lực củng cố vị thế hàng giáo phẩm và nâng cao uy tín của Giáo hội Chính thống giáo. Tác giả thêm rằng ngay từ năm 1657 Nikon đã không còn dành nhiều thời gian cho cuộc cải cách. Nikon cũng hòa giải với Nieronov, dù cho sau này khi thoát khỏi vòng giam lỏng, Nieronov đã quay lại công kích thượng phụ lần nữa. Nikon còn cho phép một bằng hữu sống trong cung thượng phụ và cử hành nghi lễ theo các sách trước cải cách.
Theo sử gia Zbigniew Wójcik, cuộc cải cách Nikon chủ yếu nhằm mục đích củng cố vị thế chính trị của Giáo hội và chống lại sự tập trung quyền lực về Sa hoàng, cả việc bắt Giáo hội quy phục trước nhà nước thế tục. Kostomarov biện minh cho hoạt động cải cách bằng cá tính và tham vọng của chính Nikon, giúp ông sáng tạo mà không bị đi vào lối mòn cũ. Tuy nhiên, tác giả này nhấn mạnh việc không được học hành cao hoặc liên hệ với Tây Âu khiến vai trò thượng phụ ở Nga không được như các vị khác, chẳng hạn như thượng phụ cải cách Piotr Mogyla ở Kiev. Ý kiến này phát triển rằng mười năm làm linh mục làng khiến Nikon hấp thụ tính cách bạo ngược từ môi trường sống xung quanh. Hơn nữa, nhận thức của ông về chân lý và đức tin không khác quan điểm đương thời ở Nga: dùng tiếng Hy Lạp làm nguyên mẫu để "sửa sai" phụng vụ, coi đó là phương tiện chắc chắn hơn cho sự cứu rỗi. Đó là nền tảng đổi mới Giáo hội, và từ đó có được vai trò lãnh đạo trong xã hội.
Jerzy Ochmański tuyên bố sa hoàng ủng hộ Nikon cải cách vì việc này nâng cao quyền lực sa hoàng và tạo tiền đề cho kế hoạch Aleksei I giải phóng các quốc gia Chính thống giáo ở Balkan khỏi sự chiếm đóng của Ottoman. A. Bogdanov cũng bày tỏ quan điểm tương tự: tham vọng của Aleksei I hoàn toàn tương đồng với ý tưởng của Nikon coi Moskva phải lãnh sứ mạng tiếp nối từ Roma và Constantinople để thống nhất Kito giáo trong một nhà nước cụ thể. Việc thống nhất nghi lễ chỉ là một trong những bước đi đến mục tiêu này.

#### Mối quan hệ với các giáo sĩ

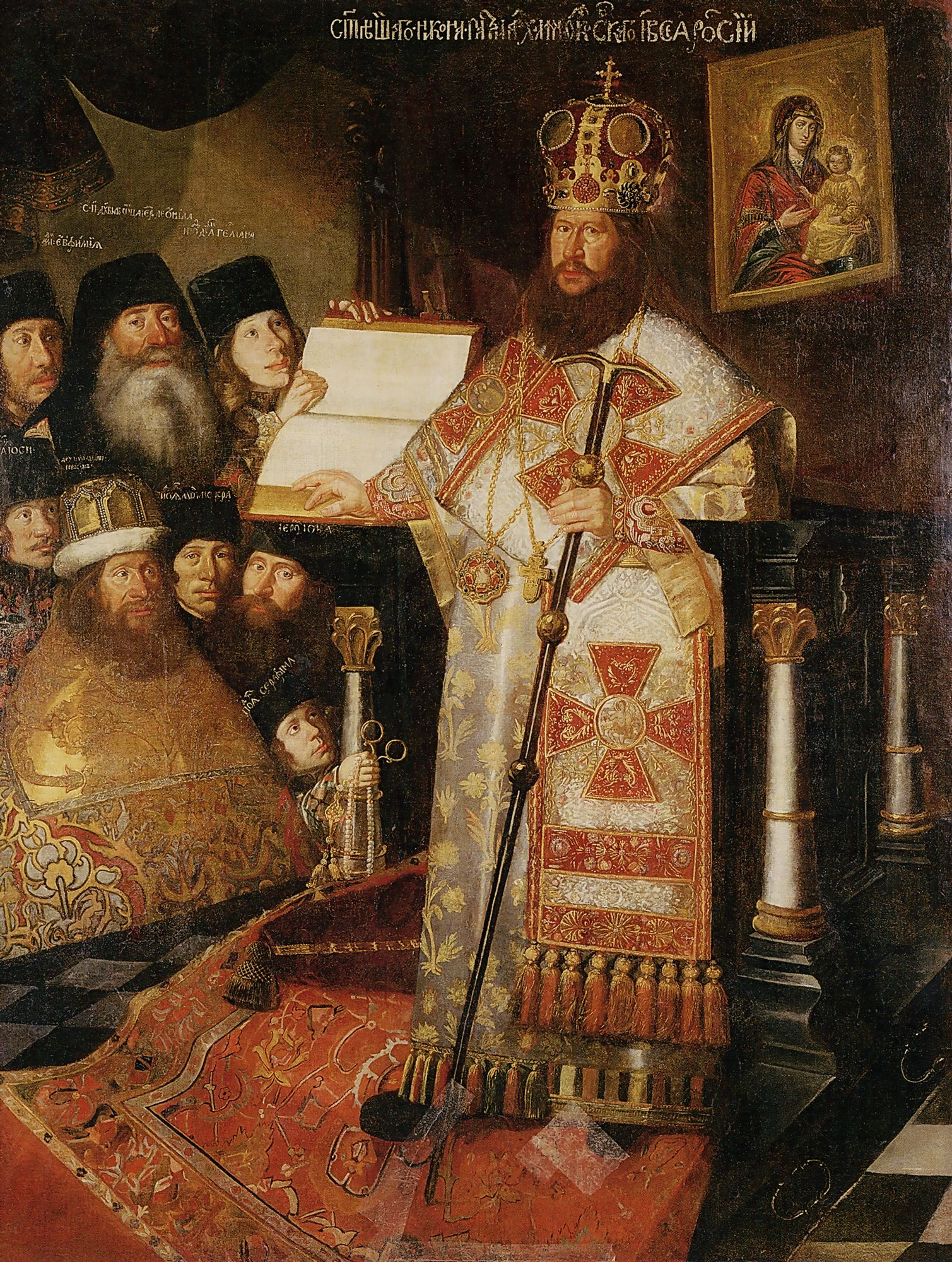
Nikon với các giáo sĩ. Tác giả khuyết danh, có thể vào thời Nikon giữ Tòa thượng phụ

Với tư cách thượng phụ, Nikon giảm quyền hành hội đồng giám mục theo Sách Kormchaia về việc điều hành giáo hội, tự mình quyết định bổ nhiệm giám mục mới và loại bỏ nhiều cấp bậc khỏi hàng giáo phẩm. Ông không hỏi ý sa hoàng về việc thay đổi nhân sự này mà thực thi một cách cứng rắn không khoan nhượng. Nhờ Nikon hậu thuẫn, cựu bề trên Jona của Tu viện Hiển Linh ở Rostov được tiếp quản nhà thờ chính tòa Novgorod; tu sĩ Makara từ Tu viện Biến Hình ở Kazan và Archimandrite Sylvester, người từng là bề trên của Tu viện Epiphany ở Moskva, được bổ nhiệm làm tổng giám mục ở Sarsky - tất cả những người này đều ủng hộ Nikon. Trong khi đó, đối thủ phản đối cải cách như giám mục Pavel ở Kolomensky thì bị lưu đày và chết không rõ ràng (nhưng Lobachiov bác bỏ luận điểm phổ biến rằng Nikon đã ra lệnh thủ tiêu). Năm 1654, Nikon tấn phong Laurenty, một tu sĩ Novgorod bình thường làm giám mục giáo phận Tver. Năm 1657, sau cái chết của Tổng giám mục Cornelius, Laurenty tiếp quản Nhà thờ chính tòa Kazan, đây là một bước lên cấp đặc biệt quá nhanh trong hệ thống phẩm trật giáo hội. Năm 1659, đến lượt giám mục Pitirim ở Krutica vốn ủng hộ Joan Nieronov, bị Nikon vạ tuyệt thông với lý do vi phạm nguyên tắc phụng vụ kỷ niệm Ngày Chúa Giêsu vào thành Jerusalem. Quyết định này gây ra sự phản đối từ một số giáo sĩ cấp cao hơn. Họ gửi thư cho sa hoàng phàn nàn về sự tùy tiện của thượng phụ. Giám mục Viatka là Aleksander cũng phản đối hành động của thượng phụ. Aleksander vốn được Nikon tấn phong vào năm 1655 làm giám mục của Kolomensky thay cho Pavel bị đuổi khỏi giáo hội, nhưng kết cuộc là Nikon thay đổi hàng ngũ và bắt ông đến vùng nghèo khó Viatka. Từ đó Aleksander trở thành một trong những đối thủ lớn nhất của Nikon.
Nikon đặc biệt tàn nhẫn với những tín đồ và giáo sĩ trung thành cùng cựu giáo. Họ bị tước bỏ hết chức vụ và đày đến các tu viện và giáo xứ xa xôi. Theo Kostomarov, ngoài tính cách kiên quyết của thượng phụ, cách hành xử với các đối thủ chống cải cách còn bị các giáo sĩ Hy Lạp trong công đồng chi phối. Nikon yêu cầu tất cả các giáo sĩ phải làm đúng theo các hướng dẫn mới của giáo hội (là những điều chưa được thực hiện trước đó) và nghiêm trị các linh mục không tuân theo.
Năm 1657, một tập thể giáo sĩ Nga soạn thư gửi sa hoàng phàn nàn về chính sách nhân sự của Nikon cũng như cách ông cai quản hàng giáo phẩm, chỉ trích thẳng vào cuộc cải cách phụng vụ. Tuy nhiên, không ai đủ dũng khí đệ trình lên Aleksei I, vì vậy nó vẫn nằm nguyên tại phòng Truyền tin trong Điện Kremlin và chỉ được phát hiện chính thức vào năm 1668. Nhưng nội dung bên trong đã lọt ra ra ngoài từ trước. Thư than phiền về việc thượng phụ áp đặt trách nhiệm mới lên hàng giáo phẩm, không làm đúng vai trò người đứng đầu giáo hội như các bậc tiền nhiệm, rất miễn cưỡng khi gặp mặt trực tiếp các linh mục dưới quyền. Thêm những lời chỉ trích về việc tăng phần dâng hiến của các giáo xứ nộp cho giáo hội và thực tế việc thượng phụ quan tâm đến các vấn đề nhà nước hơn là điều hành giáo hội. Các tác giả bức thư bày tỏ nỗi kinh hãi đặc biệt trước thực tế Nikon buộc các tu viện và giáo phận phải dùng một phần thu nhập để chi trả cho bộ máy hành chính thế tục, chẳng hạn như quân đội. Ngay trong thế kỷ 17, sau khi Nikon mất quyền, đã nổi lên những ý kiến cho rằng mối quan hệ của ông với sa hoàng xấu đi chính là do những lời phàn nàn từ giới giáo sĩ, khi mà thượng phụ muốn đàn áp còn Aleksei I không chấp thuận.

#### Tham chính, chiến tranh với Ba Lan và Thụy Điển
Ngày 22 tháng 4 năm 1653, Nikon gặp phái viên người Cossak Zaporozhe của Bohdan Khmelnytsky và gửi thư tay phản hồi Khmelnytsky. Đây là một hành động độc đáo trên Tòa thượng phụ so với những người tiền nhiệm, trước đó chỉ có Filaret có hoạt động chính trị độc lập (theo quy định, các thượng phụ chỉ thay mặt Chúa hình phạt các vua quan thế tục). Trong cùng thời gian đó, danh hiệu Đại giáo chủ (Великого Государя) lần đầu tiên được gán cho Nikon, nguyên trước đó chỉ dành cho Thượng phụ Filaret. Ngày 25 tháng 5 năm 1653, Hội đồng quốc gia ủng hộ vũ trang cho Chmielnicki; tiếng nói của Nikon có tính tham mưu. Tuy nhiên, Lobachiov tin rằng Nikon đã ảnh hưởng tới Sa hoàng bằng những lời kêu gọi "bảo vệ Chính thống giáo" tại Thịnh vượng chung Ba Lan-Litva được chuyển biến thành Chiến tranh Ba Lan-Nga, gây ra một ấn tượng tôn giáo mạnh mẽ ở Nga.

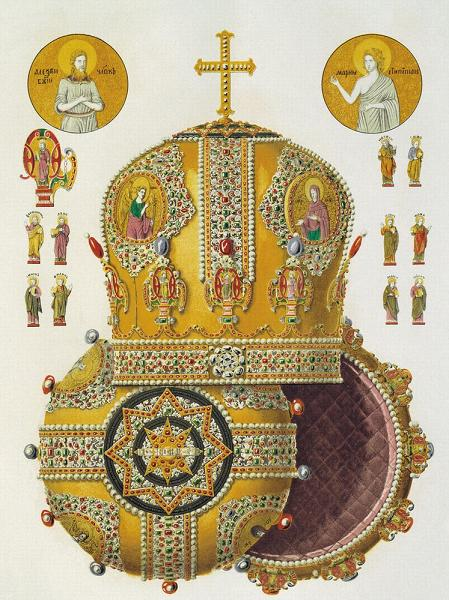
Mão mitra của Thượng phụ Nikon

Ảnh hưởng của Nikon lên sa hoàng năm 1654 bắt đầu làm các boyar ghen ghét, đặc biệt là với mục đích quân sự của thượng phụ. Cuối tháng 4 năm 1654, sa hoàng và thượng phụ dẫn quân đánh Ba Lan. Sau những chiến thắng đầu tiên của quân Nga, Nikon cho rằng nhờ mình cầu nguyện và nỗ lực mà có được. Ông cũng bắt đầu sử dụng danh hiệu của Giáo chủ Đại Nga và Tiểu Nga (bất chấp sự tồn tại tòa giám mục Chính thống giáo ở Kiev) và bắt đầu cải đạo rộng rãi cư dân trên các vùng bị Nga chiếm đóng sang Chính thống giáo. Ông đưa ra sáng kiến chuyển sách cho quân đội nhằm truyền giáo và ra lệnh cho các tu sĩ cầu nguyện để chiến dịch truyền giáo thành công. Sau khi chiếm Smolensk năm 1654, ông thành lập giáo phận Chính thống giáo Smolensk. Theo lệnh Nikon, linh mục và giáo sĩ theo cùng sa hoàng ra trận, truyền giảng cho binh lính, tổ chức các buổi cầu nguyện cho thắng lợi, rồi dựng nhà thờ tại các vùng chiếm được và tiến hành truyền giáo.
Trong thời gian sa hoàng vắng mặt ở Moskva, quyền lực được giao cho một hội đồng các boyar, trên danh nghĩa là do thái tử nhỏ tuổi kế vị Aleksei đứng đầu. Trên thực tế, Nikon nhận trách nhiệm chăm lo cho thái tử nên quyền hành rơi vào hết tay ông. Tháng 7 năm 1654, Moskva bùng phát dịch bệnh, sa hoàng đồng ý cho Nikon tháp tùng thái tử và Sa hậu Maria Miloslavskaya đến Troic-Sergeyevskaya Lavra. Tuy ở xa, ông vẫn giữ liên lạc với sa hoàng, cũng như chỉ đạo phòng chống dịch bệnh thông qua boyar Pronski. Đến tháng 8, ông trở lại Moskva một thời gian ngắn, nhưng lo ngại dịch bệnh tiếp tục hoành hành, ông trở lại Tu viện Ba Ngôi Thánh ở Kalazin. Trong thời kỳ này, ông ra sức chống lại việc linh ảnh của Nga bị trường phái hội họa hiện thực Tây Âu ảnh hưởng. Đích thân thượng phụ tiêu hủy một số linh ảnh này khi phát hiện ra. Đến tháng 2 năm 1655, ông ít khi xuất hiện công khai mà chuyển đến nhiều tu viện khác nhau. Theo Lobachiov, đây chính là thời đỉnh cao quyền lực của Nikon.
Năm 1656, sau Thỏa thuận đình chiến Niemieża với Thịnh vượng chung Ba Lan-Litva, Nga đã tiến hành các hành động quân sự chống lại Thụy Điển. Theo J. Kurskova và J. Kobzareva, thượng phụ Nikon là một trong những cố vấn tham mưu Aleksei I thực hiện bước đi này. Lobachiov tuyên bố rằng Nikon mơ ước xây dựng một Đế chế Chính thống giáo từ Biển Baltic đến Constantinople giống như trước đây. Sau khi sa hoàng thân chinh, quyền lực một lần nữa thuộc về hội đồng boyar nắm giữ nhưng trên thực tế do Nikon giám sát dưới sự chuẩn y của sa hoàng (hai bên duy trì thư từ thường xuyên với nhau), kể cả khi ông không ở Moskva (tháng 1 và tháng 2 năm 1656, Nikon ở Novogrod và Viazm).
Tháng 6 năm 1656, theo đề xuất của Nikon, Tu viện Onegisky Krestnưi được thành lập trên đảo Kiy.
Đến khoảng năm 1656, ảnh hưởng của Nikon đối với nhà nước lớn đến mức sa hoàng không đưa ra bất kỳ quyết định nào mà không tham vấn ý kiến ông. Thượng phụ cũng can thiệp vào đời sống riêng của Aleksei I. Được ông khuyên nhủ, sa hoàng từ bỏ nhiều thú vui thế tục ưa thích như săn bắn, đơn giản vì nó trái với đạo đức Chính thống giáo.
Theo quan điểm của Lobachiov, tất cả các hoạt động chính trị của Nikon đều nhằm truyền bá và khuếch trương Chính thống giáo. Sử gia tu đạo tư tế Tikhon (Poliansky) bày tỏ quan điểm tương tự rằng mọi hoạt động của thượng phụ nhằm mục đích phục hưng, củng cố và mở rộng ảnh hưởng tinh thần Nga Rus. Bằng cách này, Nikon phát triển khái niệm "Moskva - Roma thứ ba".

#### Tài sản Tòa thượng phụ Moskva gia tăng và xây dựng Tân Jerusalem

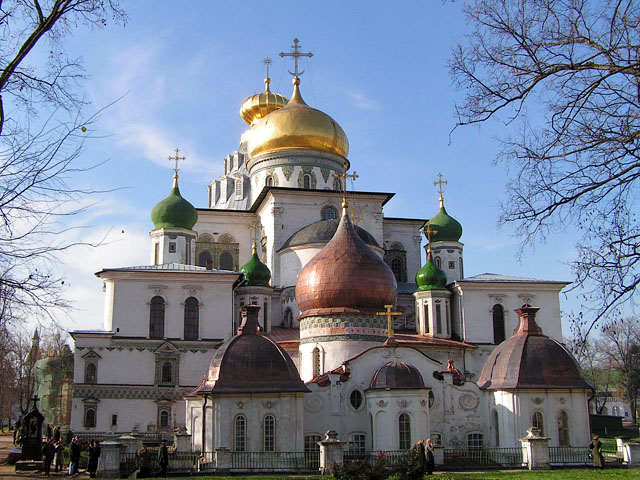
Tu viện Chúa phục sinh ở Istria, còn gọi là Tân Jerusalem, nơi Nikon dự định đặt trung tâm mới của thế giới Chính thống giáo

Thời Nikon đương nhiệm, điền trang các giáo phận ở Moskva do thượng phụ quản lý và các ban ngành trong Giáo hội Chính thống giáo Nga được tăng thu nhập đáng kể. Để củng cố vị thế các tu viện do mình thành lập (Tu viện Tân Jerusalem ở Istria, Tu viện Valday Iverska và Tu viện Onegisky Krestnưi trên đảo Kiy), Nikon lấy đất từ các tu viện và giáo phận khác ghép vào. Nikon đã thành lập tổng cộng 12 tu viện và 45 nhà thờ trực thuộc. Năm 1657, thượng phụ quyết định giải tán giáo phận Kolomensky độc lập ghép vào giáo phận Moskva, một phần đáng kể diện tích cũ đó được dành cho tu viện Tân Jerusalem.
Việc xây dựng tu viện bắt đầu vào năm 1656. Tháng 6 năm đó, thượng phụ mua một khu đất ở làng Voskriesensky, nơi có địa hình gợi đến phong cảnh Palestine cổ đại. Khu đất được chia và đặt tên theo địa danh trong kinh Tân ước. Nhà thờ đầu tiên trong quần thể tu viện được cung hiến vào năm 1657.
Việc mở rộng điền trang thượng phụ còn thông qua trợ cấp hoặc mua lại. Trong những năm đầu tiên Nikon tại vị, Aleksei I ban cho giáo phận Moskva và thượng phụ đích thân quản lý những lãnh địa lớn. Cũng có trường hợp thượng phụ chiếm đoạt đất mà sa hoàng ban cho người khác nhưng Aleksei I không hề có ý kiến gì. Nikon cũng lấy một số mảnh đất mà lãnh chúa không có con (tuyệt tự) để lại. Thượng phụ thể hiện bề ngoài qua những bộ trang phục đặc biệt xa hoa,trong đó có chiếc mũ miện giá 1.000 rúp vào năm 1655. Năm 1652, Nikon bắt đầu xây cung điện thượng phụ trong Điện Kremlin và trang hoàng toàn đồ đạc giá trị. Bị văn hóa Hy Lạp thu hút, Nikon cố gắng bắt chước theo, mua nhiều sách tiếng Hy Lạp và tập hợp quanh mình nhiều tu sĩ người Hy Lạp. Ông cũng là người khởi xướng việc sùng bái Linh ảnh Đức Mẹ Iverska vốn được phụng thờ trên núi Athos.
Ngoài tôn giáo, Nikon còn quan tâm đến địa lý và chiêm tinh học, ông thúc đẩy ngành in ấn ở Nga và có một ngòi bút tài năng. Di cảo của ông rất biểu cảm và giàu cảm xúc, hay sử dụng văn phong châm biếm. Thượng phụ hay tham gia hoạt động từ thiện, thăm các nhà tù và tổ chức bữa ăn trưa miễn phí cho người nghèo tại nhà mình.

#### Xung đột với sa hoàng và chuyển đến tu viện Tân Jerusalem

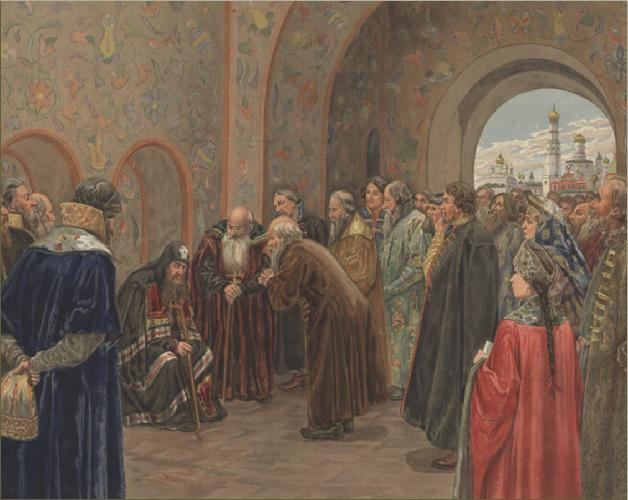
Tuyệt giao giữa Nikon và Aleksei I, tranh của Sergei Miloradovich

Từ năm 1655 đến năm 1658, mối quan hệ giữa sa hoàng và thượng phụ xấu đi đáng kể. Cuộc tranh cãi công khai đầu tiên diễn ra vào Thứ Sáu Tuần Thánh năm 1656. Không rõ bối cảnh câu chuyện ra sao, nhưng nguồn tin cho biết Nikon đã tự cao mà xúc phạm nguồn gốc nông dân của sa hoàng. Căng thẳng leo thang vào năm 1657 khi sa hoàng khôi phục lại những trò tiêu khiển thế tục bị thượng phụ lên án. Năm 1658, Aleksei I ngừng dự lễ tại các nhà thờ ở Kremlin của Nikon, kể cả lễ Phục sinh. Cuối cùng, ngày 6 tháng 7 năm 1658, trong nghi lễ đón tiếp Sa hoàng Gruzia tới Moskva, việc boyar Bogdan Khitrov đánh "người của thượng phụ" hoàng thân Mieszczerski được coi là dấu chấm đoạn tuyệt sa hoàng và thượng phụ. Khi thượng phụ yêu cầu trừng trị thủ phạm, sa hoàng không có phản ứng gì. Hai ngày sau, Aleksei I không xuất hiện tại Lễ Phụng vụ Linh ảnh Đức Mẹ Kazan. Ngày 10 tháng 7, sa hoàng tiếp tục vắng mặt trong Lễ chiêm ngưỡng áo Chúa (khiton) tại Moskva. Sau đó, trong Lễ Thánh, Nikon liền công khai cởi áo thượng phụ đặt trước các giám mục, rồi tuyên bố từ bỏ chức vụ để tu hành. Hôm sau, trong y phục tu sĩ bình thường, ông chuyển đến tu viện Tân Jerusalem. Ông làm điều này trong sự phản đối của một số tín đồ Moskva.

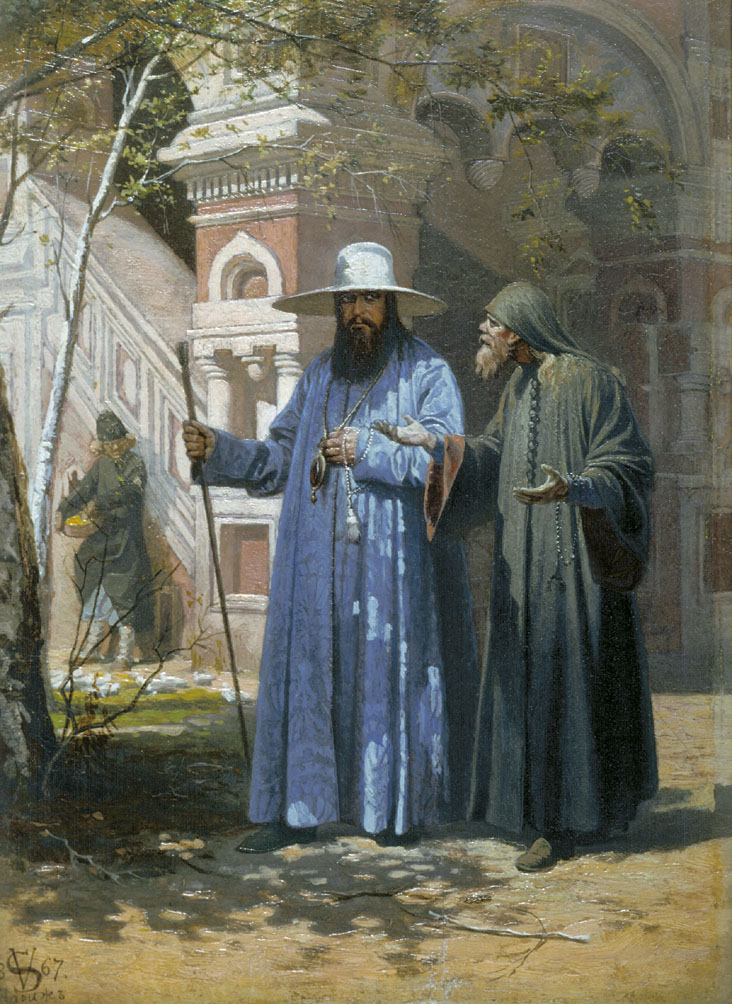
Nikon ở tu viện Tân Jerusalem, tranh của Vyacheslav Schvarz

Theo một số sử gia (như Zyzykin và Koszeleva), nguyên nhân cuối cùng khiến Nikon rút lui là do âm mưu và hành động của phe boyar đối lập làm tan vỡ mối quan hệ tốt đẹp giữa thượng phụ và sa hoàng. Theo Koszeleva, thượng phụ tìm cách lôi kéo một số boyar đứng về phía giáo hội, làm cho những đại diện có ảnh hưởng nhất của tầng lớp này phải ra mặt phản ứng. Tương tự, Zyzykin tin rằng các hành động chống lại Nikon của giới boyar nhằm bảo vệ đặc quyền của mình trước hoạt động "cấp tiến" của thượng phụ. Pipes tin chắc hội này âm mưu chia rẽ Nikon và Aleksei I. Henryk Paprocki dẫn lại lời của Uspeinski cho rằng xung đột giữa sa hoàng và thượng phụ thực chất là cuộc đấu tranh nhằm duy trì nền độc lập của Giáo hội Chính thống Nga và nỗ lực ngăn chặn ảnh hưởng toàn diện đến sa hoàng. Zyzykin viết đây là xung đột ý thức hệ liên quan đến thẩm quyền và vị trí của giáo hội trong xã hội cũng như phạm vi quyền lực sa hoàng trong mối quan hệ với giới tăng lữ, chính các sự kiện này đã định hình khái niệm quyền lực ở Nga.
Lobachiov nhấn mạnh các boyar hành động vì vị thế của họ suy yếu trước ảnh hưởng của Nikon và các đặc quyền mà sa hoàng ban cho thượng phụ, như việc bộ máy hành chính thế tục và thuế khóa không động đến được nông dân thuộc nhà thờ quản lý. Ông cũng chỉ ra rằng Nikon nỗ lực xây dựng một nhà nước Nga hoàn toàn dựa trên các chuẩn mực đạo đức Cơ đốc, đứng đầu là Giáo hội Chính thống giáo trong sự cộng tác chặt chẽ với sa hoàng. Mưu đồ chính trị này cùng với sự khắc nghiệt của hệ thống phân quyền đã khiến ông mất đi sự ủng hộ của giới boyar và hàng giáo sĩ, dẫn đến mất luôn cả niềm tin của sa hoàng.

#### Cách ly

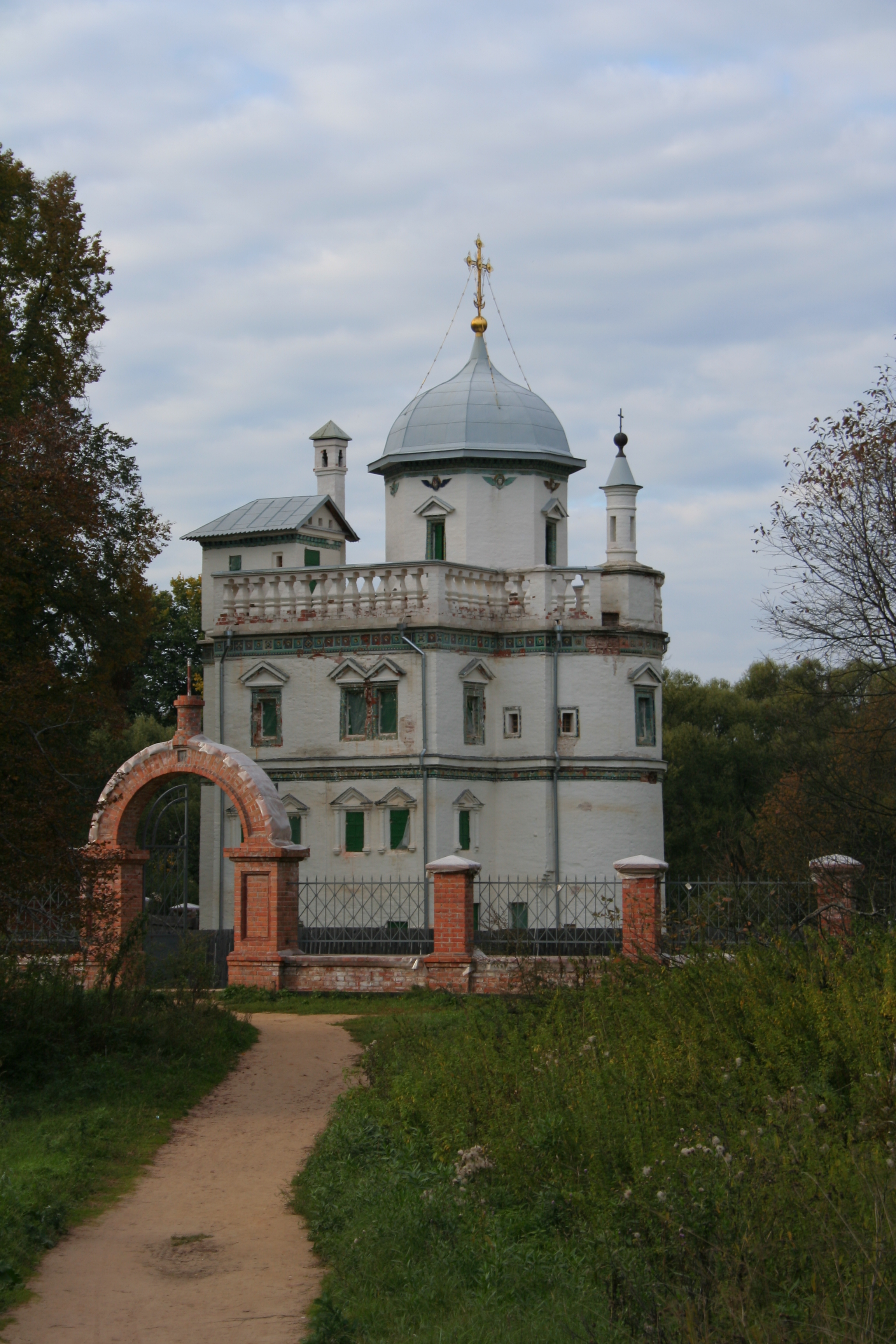
Nơi Nikon cư ngụ tại Tân Jerusalem

Theo Pipes, khi rời Moskva, Nikon mong chờ sa hoàng biết hối tiếc nhưng điều này đã không xảy ra. Mong đợi như vậy được thể hiện trong thư ông gửi cho Thượng phụ Constantinople Dionysius vào năm 1666. Việc thượng phụ rời khỏi kinh đô chắc chắn gây hoang mang nhất định. Boyar A. Trubiecki đến gặp Nikon nhưng ông nói rằng sẽ không thay đổi quyết định. Nikon phủ nhận việc mình bỏ đi là do giận dữ với sa hoàng. Về mặt hình thức, Nikon vẫn là người đứng đầu Giáo hội Chính thống giáo Nga nhưng không còn lãnh đạo trên thực tế. Điều này gây ra nhiều hiểu nhầm trong vòng các giáo sĩ. Hơn nữa, vào ngày 12 tháng 6, trong cuộc gặp với Trubiecki, ông đưa ra một lá thư kêu gọi bầu chọn thượng phụ mới và viết sẽ tự nguyền rủa bản thân nếu quay lại quản lý giáo hội một lần nữa. Mặc dù vậy, trong giai đoạn đầu ẩn dật, Nikon vẫn hy vọng hòa giải với Aleksei I với điều kiện sa hoàng phải là người chủ động đến với ông. Cuối năm 1659, sau Chủ nhật Lễ Lá, Nikon viết một bức thư cho sa hoàng phàn nàn về nghi thức truyền thống thượng phụ ngồi trên lừa vẫn được thực hiện khi ông vắng mặt, thay bằng Pritim ở Tòa giám mục Krutic.
Thời gian đó, Nikon chỉ tập trung vào việc mở rộng tu viện, chủ yếu là nhà thờ chính như bản sao của Nhà thờ Mộ Thánh. Nhà thờ này được xây theo mô hình vương cung thánh đường mà Thượng phụ Jerusalem Paiseus tặng cho Nikon vào năm 1649. Theo ghi chép của Nikon, nhà thờ bắt đầu xây dựng từ ngày 1 tháng 9 năm 1658, nhưng không bao giờ được hoàn thành theo đúng hình dạng mà ông vạch ra.
Khi ở tu viện, Nikon sống theo các quy tắc của tu sĩ cấp cao thông thường: thường xuyên dự lễ, kiêng ăn, lao động trong vườn, xây dựng thánh đường và bắt cá trong ao. Nhờ các giáo sĩ đến thăm tu viện, ông nắm được tình hình thời sự trong nước.
Mùa hè năm 1659, Nikon quyết định đến Moskva, có lẽ tin rằng xung đột với sa hoàng đã chấm dứt. Ông được Aleksei I tiếp đón, đó là cuộc gặp mặt cuối cùng giữa hai người trong bầu không khí tốt đẹp. Ông ngay lập tức bị các đối thủ buộc tội trước mặt sa hoàng về việc chiếm dụng tài sản giáo hội cũng như dám dùng danh hiệu Đại giáo chủ một cách sai trái. Aleksei lệnh cho Nikon đến tu viện Kalazin nhưng ông không chấp hành sau khi quay về Tân Jerusalem. Ông hiểu rằng không còn ai mong mình trở lại ghế thượng phụ. Ông hành hương qua các tu viện mà mình lập nên từ trước. Qua trao đổi với bạn cũ là N. Ziuzin, ông biết về kế hoạch tổ chức công đồng vào tháng 1 năm 1660 để quyết định số phận mình. Tuy nhiên, ông bày tỏ sự vui mừng trong hoàn cảnh hiện tại và không có ý định quay trở lại chức vụ.

#### Mất chức thượng phụ

##### Công đồng năm 1660
Tháng 2 năm 1660 bắt đầu công tác chuẩn bị cho công đồng quyết định số phận Nikon và chọn người kế nhiệm. Trước tiên, câu hỏi chính là xác định chính xác những gì thượng phụ đã thông báo khi ra đi vào ngày 10 tháng 7 năm 1658. Trong trường hợp Nikon dứt khoát tuyên bố sẽ bị nguyền rủa nếu quay lại, công đồng sẽ không được phép gọi ông trở lại Moskva. Tuy nhiên, những người chứng kiến sự kiện này, hầu hết là các giáo sĩ, khẳng định rằng không nghe được chính xác những lời của thượng phụ đã nói hoặc ông không hề nói anathema (tuyệt thông). Sau ngày 17 tháng 2 năm 1660 vẫn tiếp tục tìm thêm nhân chứng, công đồng tuyên bố sơ bộ rằng Nikon ra đi không phải do ép buộc. Đồng thời công đồng lệnh cho Matvei Pushkin đến đảo Kiy gặp Nikon để xin ông cầu nguyện chọn người truyền chức. Nikon từ chối. Gặp phải bế tắc, công đồng đã lấy lời khuyên các trưởng lão cao niên tại Moskva, họ tuyên bố Nikon từ bỏ ghế của mình nên bị tước hết mọi phẩm hàm thượng phụ. Tu sĩ Epiphanius Slaviniecki từ Kiev, cộng sự của Nikon trong quá trình cải cách sách phụng vụ đứng ra bảo vệ Nikon, nói rằng quy tắc được các thượng phụ diễn dịch khác nhau nên không có quy tắc ứng xử rõ ràng trong những trường hợp tương tự. Epiphanius đề nghị bầu thượng phụ mới mà không tước danh hiệu cũ của Nikon. Tuy nhiên, cuối cùng vào tháng 5 năm 1660, công đồng thông báo rằng người kế nhiệm Nikon sẽ quyết định số phận thượng phụ tiền nhiệm và Nikon sẽ không còn có phẩm giá giám mục mà phải đến một trong các tu viện chỉ định. Lobachiov nhấn mạnh các phiên thảo luận của công đồng rõ ràng bị ảnh hưởng bởi các nhà chức trách thế tục (ủy ban điều tra Nikon năm 1658 do boyar P. Saltykov đứng đầu), các giám mục dự công đồng đều nhất trí như vậy. Ý kiến của các giám mục Hy Lạp cũng không khách quan vì sa hoàng đang chu cấp cho giáo phận của họ.
Trong thời gian diễn ra công đồng, Nikon đang ở một tu viện trên đảo Kiy, ông ốm nặng và nghi ngờ bị đầu độc. Tháng 12 năm 1660, ông trở lại Tân Jerusalem. Ông tiếp tục nỗ lực để tu viện phát triển và chuyển cả thư viện sách của mình tới đó, ông cũng dự định mở một nhà in. Tu viện không ngừng được mở rộng thành một trung tâm nghệ thuật quan trọng, số lượng tu sĩ tăng lên gần 500.

##### Phản hồi lại Paisios
Năm 1662, tổng giám mục Gaza Paisios đến Moskva yêu cầu Aleksei I tiến hành xét xử Nikon vì tội từ bỏ chức vụ. Paisios cũng viết một bức thư kêu gọi Nikon ăn năn và quay về kinh đô. Đồng thời, qua loạt thư từ với boyar Striesznev, Paisios bày tỏ quan điểm thần học của mình trước những hành động của Nikon. Paisios hoàn toàn ủng hộ lập trường của sa hoàng, chỉ trích những việc Nikon đã làm. Đáp lại, Nikon viết Возражение или Разорение смиреннаго Никона (Về sự hủy hoại một Nikon hạ mình) - ông tự bảo vệ mình trước các cáo buộc và đưa ra quan niệm về vị trí của giáo hội trong nhà nước thế tục. Mặt khác, Paisios bị cho là thiếu khách quan và cố tình vu khống. Nikon diễn giải về tính ưu việt của thẩm quyền giáo hội ở trên quyền lực thế tục, so sánh như mặt trời với mặt trăng. Ông cho rằng giáo sĩ có quyền tham gia vào chính trị, còn sa hoàng không có quyền can thiệp vào công việc giáo hội. Để hỗ trợ cho các luận điểm của mình, ông trích dẫn nhiều tác phẩm của các Giáo phụ (Gioan Kim Khẩu, Theodorus Studita, Gioan thành Damascus) và Kinh Thánh. Một số tác giả tin rằng quan điểm của Giáo hoàng Innocent III là nguồn cảm hứng cho Nikon. Theo G. Biernadski, tuy có giống nhau (ngay cả trong các phép ẩn dụ) nhưng Nikon không hề đơn giản lặp lại ý tưởng của Giáo hội Công giáo. Lobachiov nhấn mạnh việc Nikon không đủ thông thạo tiếng Latinh hoặc tiếng Hy Lạp đến mức có thể tự đọc và hiểu biết về quan điểm của Innocent III. Zyzykin cho rằng ý tưởng của Nikon hoàn toàn dựa trên trước tác của các Giáo phụ, coi cơ sở đức tin Kito giáo quy định rằng giáo hội và nhà nước đều chung một nhiệm vụ bảo vệ chân lý (của Chúa) (từ đó dẫn đến việc sa hoàng và thượng phụ phải liên kết chặt chẽ với nhau). Đối với Nikon, quyền lực nhà thờ vượt trội không có nghĩa là kiểm soát giáo dân mà nên hiểu bằng phương diện tâm linh, cứu rỗi linh hồn là mục tiêu quan trọng hơn chính trị. Zyzykin tuyên bố Nikon đã phát ngôn bảo vệ lập trường Giáo hội Chính thống giáo Nga chứ không đòi hỏi đặc quyền tôn giáo. Ông trình bày nhà nước thần quyền như một lý tưởng chính trị và tinh thần, kết hợp sa hoàng với thượng phụ. Zyzykin cũng nhấn mạnh rằng các khái niệm của Nikon đã bị quan điểm giáo hội đương thời hiểu sai.
Tháng 12 năm 1662, sa hoàng và các boyar quyết định tiến hành hội đồng mới kết thúc hết các vấn đề liên quan đến trường hợp Nikon. Aleksei I chỉ đạo thành viên hội đồng là P. Saltykov thu thập càng nhiều bằng chứng càng tốt để buộc tội thượng phụ tham nhũng tài sản giáo hội và hành vi vi phạm giáo luật. Hội đồng đã nhận được thư từ các đối thủ của Nikon, như giám mục Viatka Aleksander mô tả thượng phụ là dị giáo. Theo lời khuyên của Tổng giám mục Paisios, sa hoàng lạc hiến thêm tiền để mời các thượng phụ khác đến hội đồng như Dionysius từ Constantinople, Paiseus từ Alexandri, Makary từ Antioch và Nectarius từ Jerusalem. Tháng 6 năm 1663, do bị tố đã xúc phạm hoàng gia trong lễ thánh, một đội lính được phái đến tu viện giám sát Nikon. Sự kiện này chính thức đánh dấu thời điểm Nikon bị giam giữ.

##### Trở lại Moskva

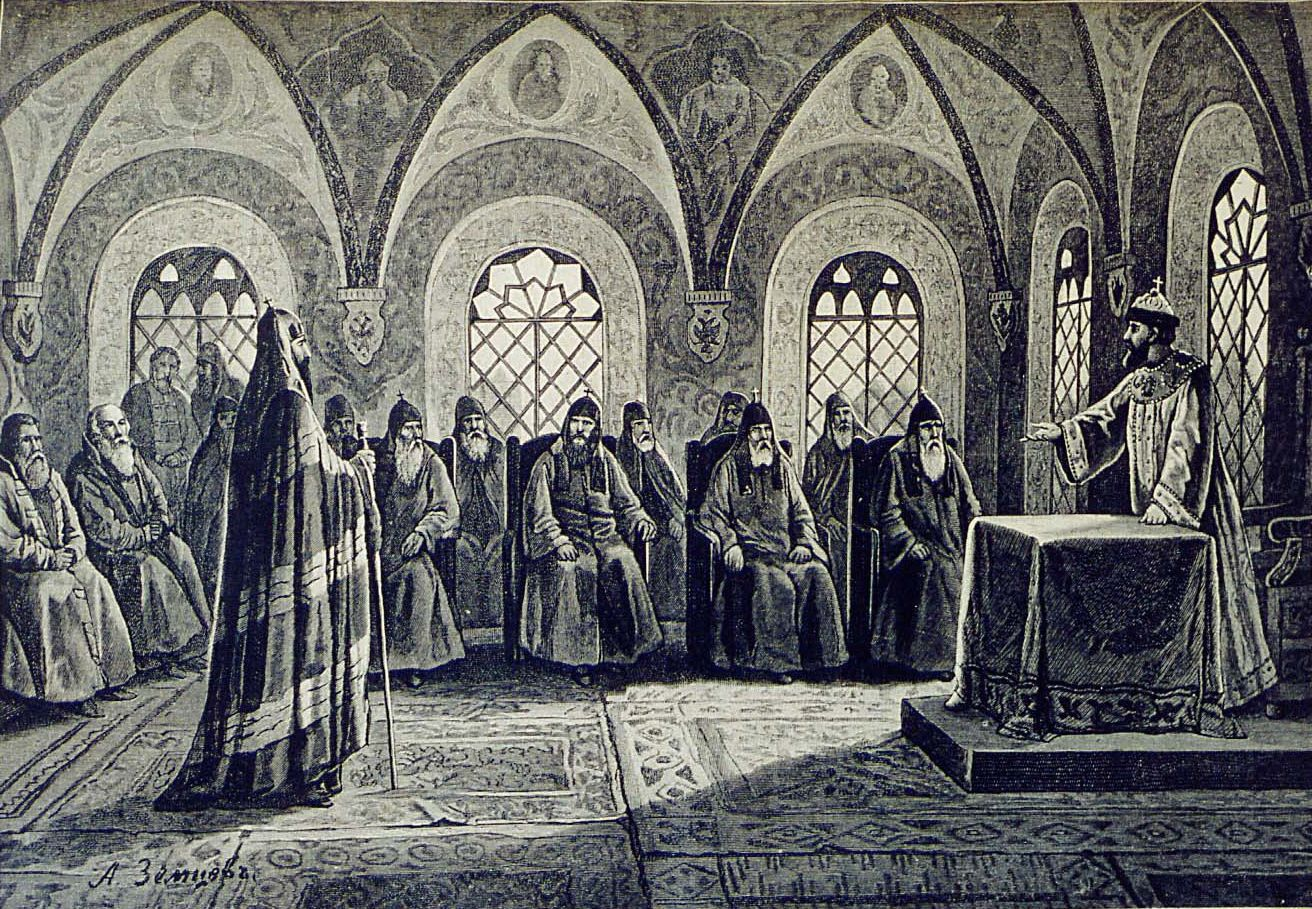
Phán xử Nikon, tranh của A. Ziemcov, 1892

Năm 1664, công đồng dự kiến vẫn không diễn ra. Trong diễn biến chính trị khi đó (hòa ước Ba Lan - Thụy Điển kết thúc, quân Nga thất trận), Nikon tìm cách hòa giải với Aleksei I. Ziuzin cũng thúc giục ông làm điều đó. Đêm 17-18 tháng 2 năm 1664, Nikon bất ngờ quay lại Moskva, đến Nhà thờ chính tòa Đức Bà trong Điện Kremlin và dự lễ với tư cách thượng phụ do Tổng giám mục Rostov là Jonah tiến hành. Sau đó, ông chúc phúc cho Johah và các giáo sĩ có mặt, rồi yêu cầu thông báo cho sa hoàng việc mình đã trở lại. Sau khi một nhóm boyar và Tổng giám mục Krutica Paul đến, ông tuyên bố quay lại Tòa thượng phụ là quyết định của bản thân giống như khi bỏ đi. Ông đảm bảo mục đích trở về hoàn toàn trong hòa bình, do nhận được khải thị Thánh Peter II lệnh cho mình quay lại. Khi bị yêu cầu đi ra, ông lấy biểu tượng thượng phụ Thánh Peter (biểu trưng cho quyền lực) và rời khỏi Moskva. Sau khi thương thuyết với Tổng giám mục Krutica, Nikon nhờ giám mục Gerazym ở Tân Jerusalem đưa thư cho sa hoàng. Ông tuyên bố không can thiệp công việc giáo hội sau khi chọn người kế nhiệm; chỉ yêu cầu giữ cho mình ba tu viện cùng toàn bộ các phân viện. Liền đó, ông trở về tu viện của mình. Nhưng vẫn dõi theo đến tình hình chung, ông viết thư cho Thượng phụ Constantinople than phiền bị sa hoàng đối xử bất công. Thư không đến được tay người nhận vì quân của Aleksei I chặn bắt được người đưa thư.

##### Công đồng năm 1666

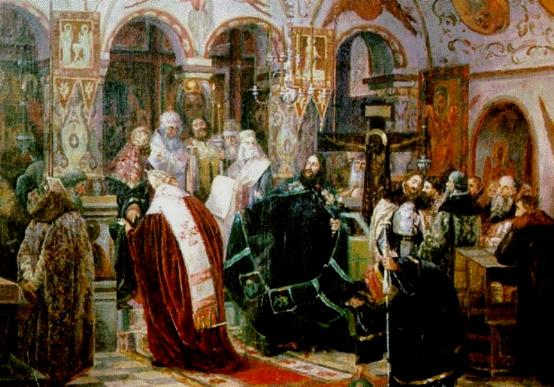
Lột áo thượng phụ của Nikon, tranh khuyết danh thế kỷ 19

Ngày 2 tháng 11 năm 1666, Thượng phụ Paiseus và Makary đến Moskva. Ba ngày sau, họ diện kiến sa hoàng với thông tin sắp đặt kết quả công đồng từ trước. Không ai bênh vực bảo vệ thượng phụ Moskva.
Ngày 1 tháng 12 năm 1666, trước sự có mặt của toàn bộ Boyar Duma, sa hoàng và các thượng phụ Nga và Hy Lạp đã đưa ra phán quyết cuối cùng dành cho Nikon. Chính Aleksei I cáo buộc Nikon tự ý rời bỏ chức vụ khiến nội bộ giáo hội rơi vào tình trạng hỗn loạn chưa từng có. Sau đó, các thượng phụ đặt câu hỏi cho Nikon giờ đứng ở vị trí bị cáo. Hai ngày sau, bản luận tội Nikon được đọc bao gồm những điều được chứng thực: việc ông rời Tòa thượng phụ cùng một lời nguyền rủa (làm sa hoàng vô cùng tức giận), việc ông vu khống sai sự thật hàng giáo phẩm Nga trong thư gửi thượng phụ Constantinople, việc xúc phạm các thượng phụ dự công đồng, việc cách chức giám mục Kolomensky của Pavel. Cùng ngày, hai thượng phụ hội ý riêng với Aleksei I. Ngày 12 tháng 12 năm 1666, vụ Nikon có phát quyết cuối cùng. Với những luận cứ đưa ra một tuần trước đó, Nikon bị tước bỏ mọi phẩm trật thượng phụ và giám mục. Đích thân thượng phụ Alexandria tước bỏ vòng cầu nguyện đeo tay và linh ảnh panagia của ông. Ngày hôm sau, Nikon bị đưa đến Tu viện Pherapontov. Không có giám mục nào chịu ơn Nikon trước đây đứng ra bảo vệ ông tại công đồng.

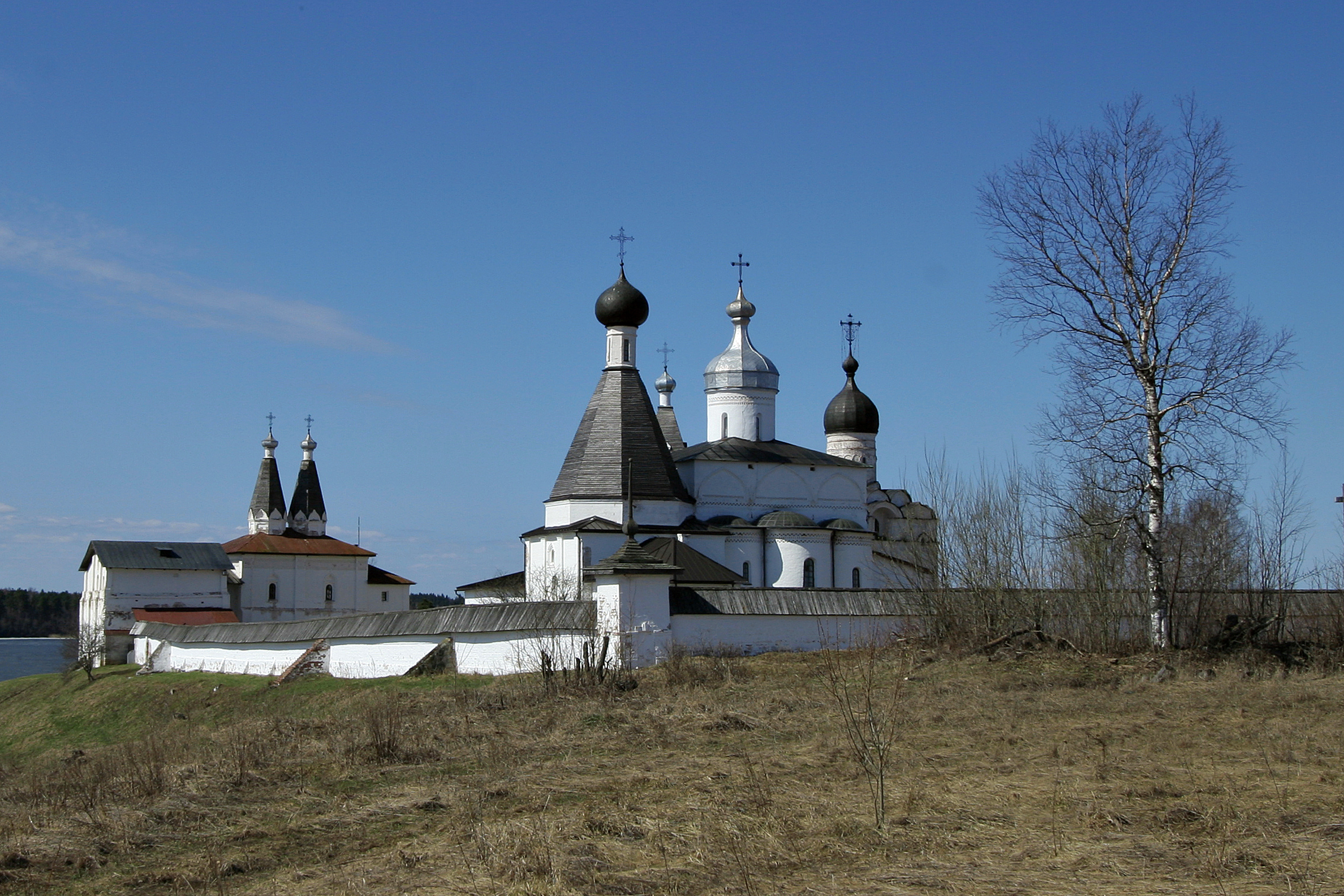
Tu viện Pherapontov

Mặc dù tước bỏ phẩm trật giáo sĩ của Nikon cũng như lên án các việc Nikon thực hiện khi còn là giám mục, công đồng lại coi cải cách phụng vụ của ông là quan trọng và nguyền rủa những kẻ nào chống nghịch lại điều đó.

### Đày ải

#### Tu viện Pherapontov
Ngày 21 tháng 12 năm 1666, đoàn xe đưa Nikon đến Tu viện Pherapontov. Nikon bị lột bỏ các phẩm vị giám mục và đưa vào ngục, không được thư từ ra ngoài. Nikon chỉ được phép liên lạc với bề trên tu viện và thường xuyên bị canh giữ.
Trong những năm cuối đời của Aleksei I, Nikon được nới lỏng hơn. Người thân cận mới của sa hoàng là Aleksei Matveev thuyết phục rằng cựu thượng phụ không phải là một người nguy hiểm. Do đó, năm 1672, Nikon được phép đi lại tự do trong tu viện và khu vực xung quanh. Từ năm 1674, ông có 22 người phục vụ. Nikon giống như các tu sĩ khác cũng lao động trong vườn và rừng nhưng điều kiện thoải mái hơn, ông được phép có một bộ sưu tập lớn sách, quần áo riêng và đồ dùng hàng ngày. Nikon cũng có thể tiếp khách và nông dân có thể đến cho ông chữa bệnh. Ông còn được đồn là có thể làm phép lạ chữa bệnh.
Tuy nhiên, tình hình Nikon lại sớm trở nên tồi tệ. Thượng phụ mới của Moskva và toàn nước Nga Joachim lo sợ kể cả khi bị trục xuất khỏi kinh đô, Nikon vẫn có thể ảnh hưởng đến thế sự mà làm suy giảm quyền lực của mình. Năm 1676, Joachim ra lệnh chuyển Nikon đến Tu viện Kirillo-Belozersky.

#### Tu viện Kirillo-Belozersky

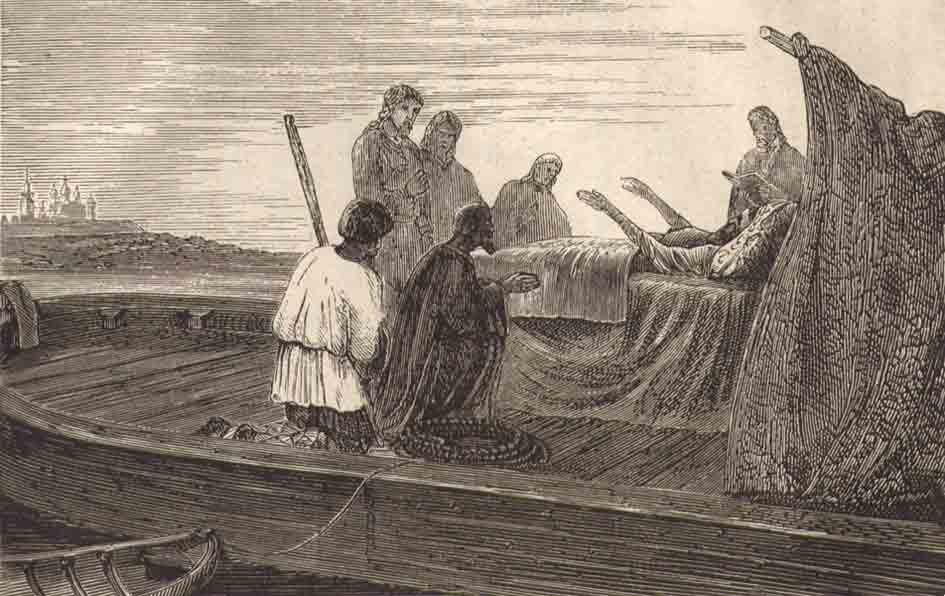
Nikon từ trần

Tại nơi ẩn cư mới, điều kiện của Nikon lại bị thắt chặt. Ông chỉ có thể đi lại trong tu viện, luôn có người canh gác. Ngoài một số vật dụng thường ngày, ba cuốn sách và quần áo, tất cả tài sản bị tịch thu, chỉ còn có ba người hầu. Nikon cũng bị cấm nói chuyện thoải mái với các tu sĩ khác để tránh tuyên truyền kích động.
Năm 1679, sa hoàng Fyodor III Romanov bất ngờ bắt đầu bày tỏ thiện cảm với cựu thượng phụ đi đày. Theo P. Siedov, đó là kết quả hoạch định phát triển Giáo hội Chính thống giáo Nga cũng như nỗ lực kiểm soát Tòa giám mục Kiev. Theo đó, Fyodor định đưa Nikon trở thành người đứng đầu giáo hội một lần nữa và phục hồi hoàn toàn chức vụ, danh tiếng cho ông. Có thể phải kể đến việc người cô của sa hoàng là Tatiana Mikhailovna đánh giá cao về Nikon.

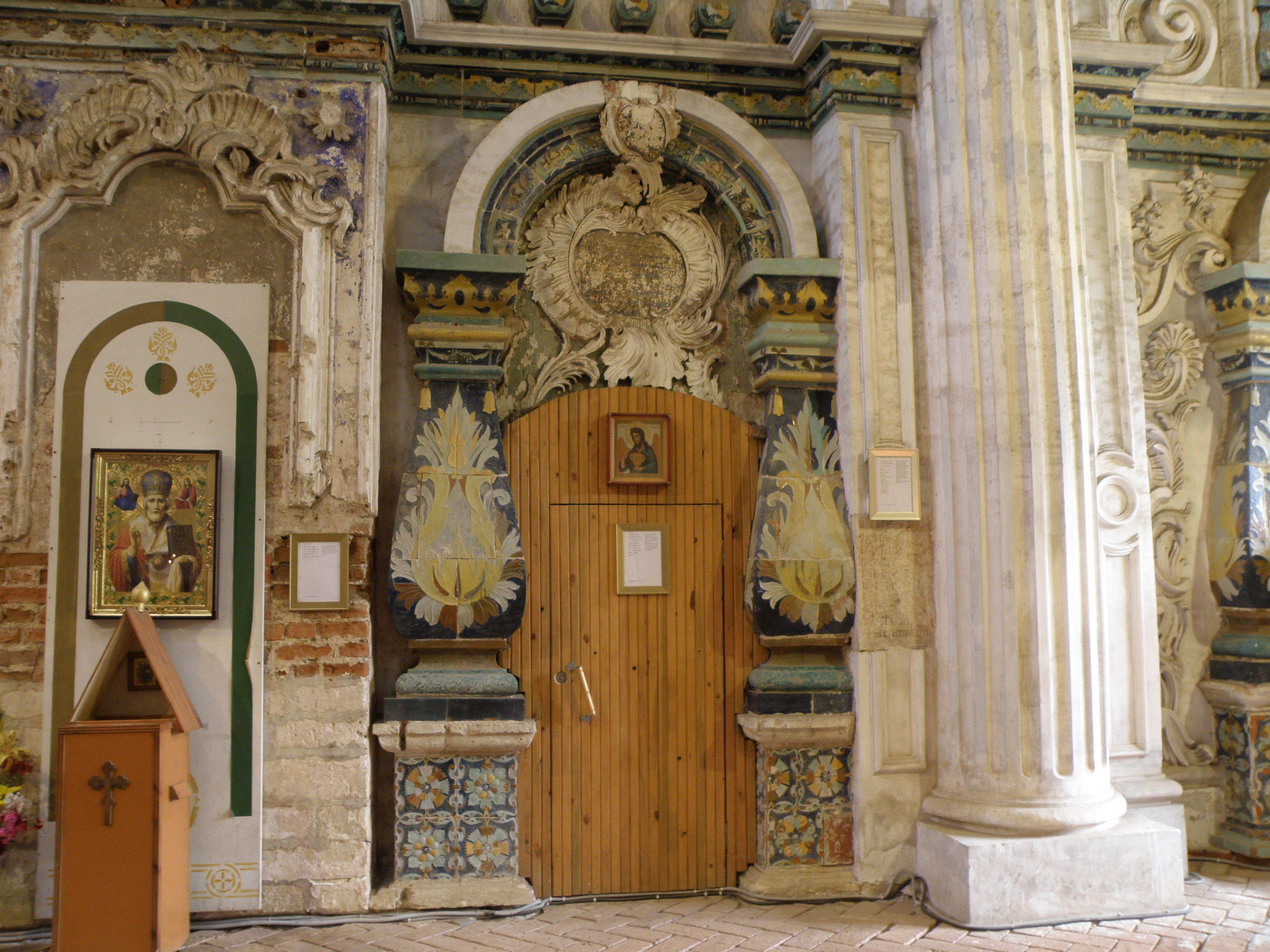
Lối vào nhà nguyện Thánh Gioan Tẩy Giả trong chính tòa Tân Jerusalem, nơi chôn cất Thượng phụ Nikon

### Qua đời và tang lễ
Vào thời điểm của những dự định trên, Nikon đã ốm nặng. Theo lời kể của bề trên Tu viện Kirillo-Belozersky là tu viện trưởng Nikita (người giải tội cho Nikon), Nikon đã chuẩn bị sẵn việc qua đời, đọc lời nguyện tu sĩ schima lớn bằng tên họ trước đó của mình. Tuy nhiên đến tháng 7, khi được quyền trở lại Tân Jerusalem, ông lập tức xuất phát bắt đầu hành trình dọc theo sông Sheksna và sông Volga. Ngày 17 tháng 8 năm 1681, ông mất trên đường đi gần Yaroslavl.
Ngày 26 tháng 8 năm 1681, thi hài Nikon được đưa đến Tân Jerusalem. Toàn bộ hàng giáo phẩm cao cấp và hoàng tộc dự tang lễ Nikon theo nghi thức người đứng đầu giáo hội (đáng lẽ chỉ dành cho thượng phụ Joachim đương nhiệm). Đích thân sa hoàng cầu nguyện cho người đã khuất. Cuối tháng 9 năm 1682, Fyodor III yêu cầu Thượng phụ Constantinople làm lễ cải táng cho Nikon. Nikon được an táng trong nhà nguyện Thánh Gioan Tẩy Giả. Năm 2013, trong quá trình trùng tu Tu viện Tân Jerusalem vốn bị hư hại trong thời xô viết, quan tài Nikon được mở ra và phát hiện trống rỗng.

## Tưởng niệm

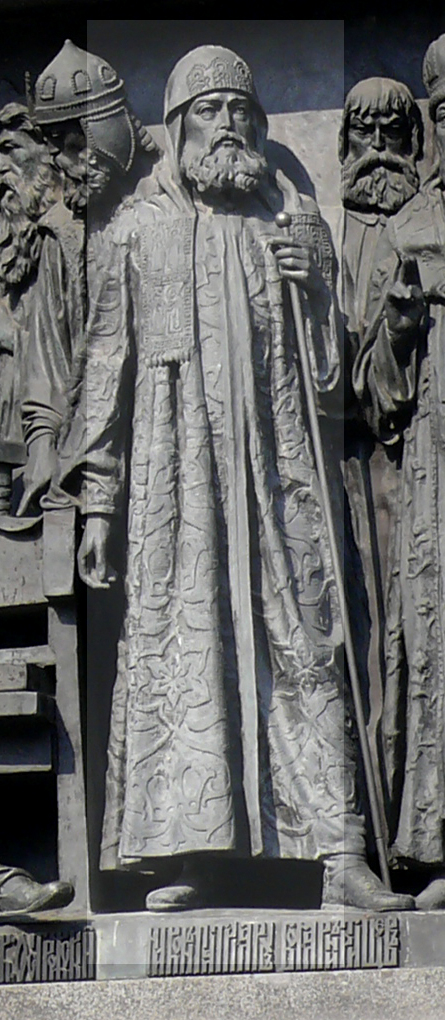
Hình ảnh Nikon trong tượng đài 1000 năm nước Nga ở Veliky Novgorod

Sau khi Nikon qua đời, một số giáo sĩ cho rằng thi thể ông không bị phân hủy và ít nhất một phép lạ chữa lành bệnh đã diễn ra. Tuy nhiên, việc phong thánh cho Nikon không thể thực hiện được do bối cảnh chính trị thay đổi cho Giáo hội Nga dưới thời Peter Đại đế. Giáo phái thờ Nikon một cách không chính thức hoạt động một thời gian ở tu viện Tân Jerusalem. Nửa sau thế kỷ 19, Tổng giám mục Leonid (Kavielin) là người rất ngưỡng mộ Nikon, khởi xướng xây bảo tàng tưởng niệm thượng phụ. Sau năm 1991, viện bảo tàng tương tự cũng được mở tại Tu viện Sviatoogiersky.
Năm 2000, việc phong thánh Thượng phụ Nikon được đưa ra trong hội đồng giám mục Chính thống giáo Nga nhưng không được tích cực giải quyết.
Tài liệu liên quan đến Nikon do giáo sư William Palmer của Oxford thu thập bằng ngôn ngữ gốc được in và xuất bản năm 1982, ông cũng dịch sang tiếng Anh. Năm 2004, trọn bộ tác phẩm và bài giảng của Nikon được xuất bản ở Nga.

## Đánh giá
Hành động của Thượng phụ Nikon làm dấy lên nhiều tranh cãi giữa các nhà nghiên cứu và được nhìn nhận theo nhiều cách khác nhau. Nhà sử học Nga thế kỷ 20 về giáo hội, Anton Kartashov, tin rằng mục tiêu của Nikon là hàng ngũ giáo sĩ thống trị hoàn toàn quyền lực thế tục. Witold Jakubowski mô tả niềm tin của Nikon mang "hình thức chủ nghĩa giáo hoàng". Nikolai Zyzykin trình bày một đánh giá khác về các việc Nikon đã làm. Ông cho rằng Nikon bảo vệ nguyên tắc song hành quyền lực giữa nhà nước và nhà thờ, đồng thời phản đối giáo hội phục tùng hoàn toàn nhà nước thế tục. Theo đó, nhiều phán xét tiêu cực về Nikon như những cáo buộc chạy theo quyền lực hay kiêu ngạo đều do các sử gia lặp lại quan điểm phe chống đối (ví dụ Tổng giám mục Gaza Paisios). Richard Pipes đánh giá thái độ của thượng phụ đã giúp khôi phục tạm thời thế cân bằng giữa quyền lực thế tục và giáo hội. Vasily Klyuchevsky viết rằng Nikon là vĩ nhân Nga kiệt xuất nhất thế kỷ 17, còn Nikolai Kostomarov thậm chí coi ông là một trong những nhân vật vĩ đại nhất lịch sử dân tộc.
Yuchimenko mô tả Nikon là một nhân vật gây nhiều tranh cãi không chỉ vì tiểu sử đầy thăng trầm sóng gió mà đến chính từ những quyết định của ông: cuộc cải cách phụng vụ nhằm thống nhất giáo hội thì lại dẫn đến ly giáo, nỗ lực củng cố quyền lực giáo sĩ lại gián tiếp đưa đến sự phục tùng thể chế sa hoàng. N. Kapterev nói Nikon thực sự muốn khôi phục lại sự cân bằng giữa giáo hội và nhà nước, nhưng do bản tính và thái độ khó gần đối với các giám mục dưới quyền, ông không đem lại quyền lực cho giáo hội mà lại tập trung quyền ấy cho riêng mình. Mục đích này tiêu tan khi sa hoàng cho rằng những ảnh hưởng đáng kể của giáo hội không mang lại lợi ích cho nhà nước. Władysław Serczyk mô tả Nikon là một thượng phụ nghiêm khắc, giáo điều và đôi khi tàn nhẫn. Tuy nhiên, sử gia vẫn nhấn mạnh tầm quan trọng của những cải cách của Nikon đối với toàn bộ lịch sử Giáo hội Nga.
Tương tự, hình tượng Nikon khơi dậy những quan điểm trái chiều giữa các giáo sĩ Chính thống giáo. Theo Tổng giám mục Moskva Makary Bulgakov, tác giả nhiều bài viết lịch sử của Giáo hội Chính thống Nga, Nikon tìm cách dùng quyền lực giáo sĩ để thống trị nhà nước Nga thế tục. Giám mục Chính thống giáo Ba Lan đồng thời là nhà thần học Jeremiasz (Anchimiuk) đánh giá tích cực những cải cách của Nikon đã để lại dấu ấn trong "giáo hội lành mạnh hiện nay" nhưng cũng thừa nhận phương thức Nikon sử dụng là tàn bạo điển hình thời đó. Mặt khác, Tổng giám mục Antony (Khrapovitsky) (cuối thế kỷ 19 đầu thế kỷ 20) công nhận Nikon được phục chức ngay khi còn sống và sẽ được phong thánh vào thời điểm thích hợp. Antony coi Nikon là nhân vật kiệt xuất nhất trong toàn bộ lịch sử của Nga.
Hình tượng Nikon được nhà sử học và triết gia lịch sử người Nga Lev Gumiliov trích dẫn trong các tác phẩm của mình. Tác giả coi Nikon là người mang đến cải cách cho phép Nga bành trướng sang các vùng đất của Ucraina và Balkan. Aleksandr Solzhenitsyn đánh giá những cải cách của Nikon là khởi đầu "sự tàn phá và đàn áp tinh thần Nga".
Đối với Cựu giáo, đặc biệt ở thế hệ đầu tiên, hình ảnh Nikon bị mô tả đầy tiêu cực. Trong các tác phẩm của Avvakum Petrov và các thế hệ về sau, Nikon là hiện thân tất cả cái ác hay thậm chí là ác quỷ hiện hình trên đất.